# 土木學會選獎土木遺產
土木學會選獎土木遺產（日语：／*/?）由日本社團法人土木學會於2000年（平成12年）設立，旨在保護日本的歷史建築物以及結構物，每年選入約20個項目。大部分入選的建築結構都位在目前的日本國內，但於2009年（平成21年）與2010年（平成22年）的評選中，臺灣日治時期建成的烏山頭水庫以及台南水道入選遺產。

## 入選遺產列表
| 編號                           | 名稱 | 圖片 | 所在地                                                                                 | 竣工年份 | 備註 |
| ------------------------------ | --- | ---- | -------------------------------------------------------------------------------------- | --- | --- |
| 2000_1 （页面存档备份，存于）  | 小樽港北防波堤 |      | 北海道小樽市                                                                           | 1908年 | 小樽築港的重要設施，日本最古老的混凝土防波堤。 |
| 2000_2 （页面存档备份，存于）  | 野蒜築港相關事業 |      | 宮城縣鳴瀨町、石卷市、仙台市                                                           | - 野蒜築港遺跡、東名運河：1884年 - 石井閘門、北上運河：1880年 - 貞山運河：1890年                                                                                          | 明治政府的直轄港灣事業中的西洋式閘門與運河群。 |
| 2000_3 （页面存档备份，存于）  | 裝飾帝都的雙門 |      | 東京都中央區、江東區                                                                   | - 永代橋：1926年 - 清洲橋：1928年 | 隅田川關東大震災復興橋梁群的核心。 |
| 2000_4 （页面存档备份，存于）  | 猿島要塞 |      | 神奈川縣橫須賀市                                                                       | 1884年 | 東京灣要塞中最早期的要塞。 |
| 2000_5 （页面存档备份，存于）  | 木曾川丁壩群 |      | 愛知縣立田村                                                                           | 1911年 | 日本最大規模的丁壩群。 |
| 2000_6 （页面存档备份，存于）  | 阪急大宮站與大宮、西院間地下線路 |      | 京都府京都市                                                                           | 1931年 | 日本第二、關西第一條地下鐵路線與第一座地下月台。 |
| 2000_7 （页面存档备份，存于）  | 大川、中之島橋梁群 |      | 大阪府大阪市                                                                           | - 櫻宮橋：1930年 - 天神橋：1934年 - 天滿橋、大江橋、淀屋橋：1935年 | 橫跨中之島一帶的5座橋樑，含戰前三大懸臂橋之一。 |
| 2000_8 （页面存档备份，存于）  | 京橋 |      | 岡山縣岡山市                                                                           | 1917年 | 日本現存最古老的大型工型鋼桁橋。 |
| 2000_9 （页面存档备份，存于）  | 大谷川攔砂壩 |      | 德島縣脇町                                                                             | 1886年 | 日本四國地區唯一建於明治時期的大規模攔砂壩。 |
| 2000_10 （页面存档备份，存于） | 河内（水庫）堰堤與南河內橋 |      | 福岡縣北九州市                                                                         | 1927年 | 日本戰前最高的水庫壩與日本現存唯一的雙凸桁架橋。 |
| 2001_1 （页面存档备份，存于）  | 函館市的上水道設施群 |      | 北海道函館市                                                                           | - 元町配水場：1889年 - 笹流壩：1923年 | 日本第二古老的配水池，日本最古老的支墩壩。 |
| 2001_2 （页面存档备份，存于）  | 大湊第一水源地堰堤 |      | 青森縣陸奧市                                                                           | 1910年 | 外形類似堆石拱門的水道用堰堤，明治時代的傑作。 |
| 2001_3 （页面存档备份，存于）  | 丸沼壩 |      | 群馬縣片品村                                                                           | 1937年 | 日本壩體最高的支墩壩。 |
| 2001_4 （页面存档备份，存于）  | 五門樋 |      | 埼玉縣庄和町                                                                           | 1892年 | 埼玉縣第二古老的磚造水閘，富於裝飾性。 |
| 2001_5 （页面存档备份，存于）  | 美濃橋 |      | 岐阜縣美濃市                                                                           | 1916年 | 當時為日本最長的吊橋之一，現日本最古老的吊橋。 |
| 2001_6 （页面存档备份，存于）  | 小牧壩 |      | 富山縣莊川町                                                                           | 1930年 | 建成當時為東亞最高的重力壩，壩體為曲面形。 |
| 2001_7 （页面存档备份，存于）  | 琵琶湖疏水的發電設施群 |      | 京都府京都市                                                                           | - 蹴上發電廠：1912年 - 夷川發電廠、墨染發電廠：1914年 | 明治時期代表性的國家級工程附屬的3座水力發電站。 |
| 2001_8 （页面存档备份，存于）  | 惣鄉川橋梁 |      | 山口縣阿武町                                                                           | 1932年 | 沿海岸曲線建設的一體化鋼筋水泥鐵路橋。 |
| 2001_9 （页面存档备份，存于）  | 藝豫要塞小島砲台遺址 |      | 愛媛縣今治市                                                                           | 1900年 | 日本現存最大規模的明治時代的石砲台。 |
| 2001_10 （页面存档备份，存于） | 三角西港 |      | 熊本縣三角町                                                                           | 1887年 | 美麗的堆石港口，明治初期的荷蘭式港灣的一座。 |
| 2002_1 （页面存档备份，存于）  | 旭橋 |      | 北海道旭川市                                                                           | 1932年 | 日本代表性的平衡型大型繫拱橋。 |
| 2002_2 （页面存档备份，存于）  | 石狩川 生振截彎取直水道 |      | 北海道石狩市                                                                           | 1931年 | 日本代表性的截彎取直水道與親水空間。 |
| 2002_3 （页面存档备份，存于）  | 達曾部川橋梁、宮守川橋梁（釜石線） |      | 岩手縣宮守村                                                                           | 1943年 | 日本東北地區著名的拱形鋼筋水泥鐵路橋。 |
| 2002_4 （页面存档备份，存于）  | 安積疏水相關設施 |      | 福島縣郡山市、豬苗代町                                                                 | - 疏水水道：1882年 - 沼上發電廠溢洪道：1899年 - 十六橋水門：1914年 - 丸守發電廠：1921年                                                                                   | 安積疏水工程中的大型可動堰與水道、發電站設施。 |
| 2002_5 （页面存档备份，存于）  | 萬代橋 |      | 新潟縣新潟市                                                                           | 1929年 | 以當時最高的技術與藝術水平建造的名橋。 |
| 2002_6 （页面存档备份，存于）  | 晩翠橋 |      | 栃木縣黑磯市、那須町                                                                   | 1932年 | 日本僅有的兩座加肋支撐型平衡型拱橋之一。 |
| 2002_7 （页面存档备份，存于）  | 中島武設計的鋼筋混凝土拱橋群 |      | 長野縣木曾福島町、小谷村、坂城町、佐久町                                               | - 大手橋：1936年 - 姬川橋、親澤橋、昭和橋：1937年 - 榮橋：1938年 | 中島武在長野縣內設計建造的大量拱橋中現存的5座。 |
| 2002_8 （页面存档备份，存于）  | 南鄉洗堰 |      | 滋賀縣大津市                                                                           | 1904年 | 淀川改良工程的關鍵，二戰前建設的最大磚造可動堰。 |
| 2002_9 （页面存档备份，存于）  | 舊神戶外國人居留地 下水道 |      | 兵庫縣神戶市                                                                           | 1872年 | 當地特有的橫截面為卵形的下水道。 |
| 2002_10 （页面存档备份，存于） | 三瀧壩 |      | 鳥取縣智頭町                                                                           | 1937年 | 保存完好的支墩壩之一。 |
| 2002_11 （页面存档备份，存于） | 神龍橋（原紅葉橋） |      | 廣島縣神石町、東城町                                                                   | 1930年 | 日本二戰前跨距最長的單純桁架公路橋。 |
| 2002_12 （页面存档备份，存于） | 田丸橋 |      | 愛媛縣內子町                                                                           | 1943年 | 愛媛縣特有的廊橋中最具代表性的一座。 |
| 2002_13 （页面存档备份，存于） | 大橋壩 |      | 高知縣本川村                                                                           | 1940年 | 二戰前日本第四高，四國最高的大壩。 |
| 2002_14 （页面存档备份，存于） | 明正井路一號幹線一號橋 |      | 大分縣竹田市                                                                           | 1919年 | 大正時期建造的日本最大規模的石造拱形水道橋。 |
| 2002_15 （页面存档备份，存于） | 美美津橋 |      | 宮崎縣日向市                                                                           | 1934年 | 九州現存唯一的拱上路拱肩桁架拱橋。 |
| 2003_1 （页面存档备份，存于）  | 稚內港北防波堤圓頂 |      | 北海道稚內市                                                                           | 1936年 | 圓頂廊形防波堤，1980年改修時保留原形。 |
| 2003_2 （页面存档备份，存于）  | 狩勝峠鐵道設施群： - 大築堤群 - 新內隧道 - 小笹川橋梁 |      | 北海道新得町                                                                           | 1907年 | 根室本線開通時建造的鐵路設施遺跡群。 |
| 2003_3 （页面存档备份，存于）  | 上鄉溫水道群 |      | 秋田縣象潟町                                                                           | - 長岡溫水道：1927年 - 大森溫水道：1929年 - 水岡溫水道：1937年 - 小瀧溫水道：1943年 - 象潟溫水道：1950年                                                                  | 通過多種手段提高鳥海山融雪水的水溫，防止凍害。 |
| 2003_4 （页面存档备份，存于）  | 最上橋 |      | 山形縣寒河江市、大江町                                                                 | 1940年 | 橫跨最上川的最上橋是3連拱橋，橋上有露臺與欄杆。 |
| 2003_5 （页面存档备份，存于）  | 關宿水閘 |      | 茨城縣五霞町                                                                           | 1927年 | 利根川改修的象徵，現在仍在使用的8門大型可動堰。 |
| 2003_6 （页面存档备份，存于）  | 千葉縣水道局千葉高架水槽 |      | 千葉縣千葉市                                                                           | 1936年 | 正12角形水塔，屋頂為圓錐形，樓梯間為簷口風格。 |
| 2003_7 （页面存档备份，存于）  | 御敕使川堰堤群 |      | 山梨縣蘆安村                                                                           | - 源堰堤：1920年 - 藤尾堰堤：1922年 - 蘆安堰堤：1916年 | 日本最早期的堆石攔砂壩群之一。 |
| 2003_8 （页面存档备份，存于）  | 大井川橋 |      | 靜岡縣島田市、金谷町                                                                   | 1928年 | 17跨桁架橋，是戰前建設的同形公路橋中最大的之一。 |
| 2003_9 （页面存档备份，存于）  | 鬼城步道隧道（木本隧道） |      | 三重縣熊野市                                                                           | 1925年 | 尾鷲磚造隧道群之一，是當時最長的磚造公路隧道。 |
| 2003_10 （页面存档备份，存于） | 柳瀨隧道 |      | 福井縣敦賀市                                                                           | 1884年 | 竣工時為日本最長的隧道，現為第二古老的現用隧道。 |
| 2003_11 （页面存档备份，存于） | 友島砲台群 |      | 和歌山縣和歌山市                                                                       | - 第三砲台：1892年 - 第二砲台：1898年 | 按照法式陣形修建的5座砲台，附有發電設施。 |
| 2003_12 （页面存档备份，存于） | 東西用水酒津樋門 |      | 岡山縣倉敷市                                                                           | 1924年 | 日本現存且仍在使用的最大的水閘之一。 |
| 2003_13 （页面存档备份，存于） | 千本堰堤 |      | 島根縣松江市                                                                           | 1918年 | 山陰地區最古老的近代水道設施，外部由花崗岩包覆。 |
| 2003_14 （页面存档备份，存于） | 男木島燈塔 |      | 香川縣高松市                                                                           | 1895年 | 無塗裝的花崗石燈塔，現為備讚瀨戶航海的重要標誌。 |
| 2003_15 （页面存档备份，存于） | 出島橋 |      | 長崎縣長崎市                                                                           | 1890年 | 從美國進口的桁架橋，現為日本最古老的現役鐵橋。 |
| 2003_16 （页面存档备份，存于） | 東與賀地區大搦堤防、授產社搦堤防 |      | 佐賀縣東與賀町                                                                         | - 大搦堤防：1871年 - 授產社搦堤防：明治中期 | 有明海干拓工程中建造的日本最大規模的堆石堤。 |
| 2003_17 （页面存档备份，存于） | 鹿兒島港舊石積防波堤 |      | 鹿兒島縣鹿兒島市                                                                       | 1905年 | 大規模的曲線形防波堤，與鹿兒島水族館融為一體。 |
| 2004_1 （页面存档备份，存于）  | 函館港改良設施群 |      | 北海道函館市                                                                           | - 船入澗防波堤：1899年 - 第1號乾碼頭：1903年 | 廣井勇設計的北海道最早期的混凝土港口。 |
| 2004_2 （页面存档备份，存于）  | 十勝川千代田堰堤 |      | 北海道池田町                                                                           | 1935年 | 十勝川上的大規模固定堰，是十勝地區農業的基礎。 |
| 2004_3 （页面存档备份，存于）  | 北上川分流設施群 |      | 宮城縣豐里町、津山町、河北町、北上町                                                   | - 釜谷水門、月濱第一水門、月濱第二水門：1928年 - 福地水門：1930年 - 鴇波締切堤、脇谷水門、放水路：1931年 - 脇谷洗堰、閘門、鴇波洗堰：1932年                               | 北上川第一期改修工程中建設的水閘群。 |
| 2004_4 （页面存档备份，存于）  | 野邊地防雪原林 |      | 青森縣野邊地町                                                                         | 1893年 | 日本鐵道種植的日本最古老的防雪林。 |
| 2004_5 （页面存档备份，存于）  | 十綱橋 |      | 福島縣福島市                                                                           | 1915年 | 日本最古老的鋼拱橋之一，位於飯坂溫泉街中心。 |
| 2004_6 （页面存档备份，存于）  | 榛名山麓攔砂壩群 |      | 群馬縣伊香保町、榛東村、吉岡町、箕鄉町                                                 | 1882年—1902年 | 自然石製成的攔砂壩群，壩體為拱形，壩頂為懸鏈形。 |
| 2004_7 （页面存档备份，存于）  | 柳原水閘 |      | 千葉縣松戶市                                                                           | 1904年 | 明治時期建造的磚造4連拱形水閘，較為罕見。 |
| 2004_8 （页面存档备份，存于）  | 聖德紀念繪畫館前道路 |      | 東京都新宿區                                                                           | 1926年 | 東京都代表性的道路，日本最古老的柏油馬路之一。 |
| 2004_9 （页面存档备份，存于）  | 甚之助谷攔砂壩群 |      | 石川縣白峰村                                                                           | 1931年—1939年 | 日本最古老的階梯狀攔砂壩群，防止下游受白山影響。 |
| 2004_10 （页面存档备份，存于） | 三國港愛索爾堤 |      | 福井縣三國町                                                                           | 1882年 | 由喬治·愛索爾設計的港灣設施，具有制水與導流功能。 |
| 2004_11 （页面存档备份，存于） | 梅小路蒸汽機車車庫 |      | 京都府京都市                                                                           | 1914年 | 保存有許多蒸汽機車，世界最大的蒸汽機車車庫之一。 |
| 2004_12 （页面存档备份，存于） | 荷蘭堰堤 |      | 滋賀縣大津市                                                                           | 1889年 | 由田邊義三郎設計的拱形堰堤，屬於田上防砂設施群。 |
| 2004_13 （页面存档备份，存于） | 若櫻橋 |      | 鳥取縣若櫻町                                                                           | 1934年 | 3連拱頂拱橋，後方有若櫻鬼城附近的山脈。 |
| 2004_14 （页面存档备份，存于） | 牛島 藤田、西崎碼頭 |      | 山口縣光市                                                                             | - 藤田碼頭：1887年左右 - 西崎碼頭：1892年—1893年 | 由當地合作社施工運營，現存有牛島特有的個人碼頭。 |
| 2004_15 （页面存档备份，存于） | 第二領地橋梁 |      | 高知縣須崎市                                                                           | 1938年 | 日本最初的加肋支撐型鐵路拱橋，位於太平洋海岸。 |
| 2004_16 （页面存档备份，存于） | 名島橋 |      | 福岡縣福岡市                                                                           | - 名島橋：1933年 - 名島川橋樑：1923年 | 具有耐震構造的花崗岩橋，橋上有強調拱部的突起。 |
| 2004_17 （页面存档备份，存于） | 山之田淨水場群 |      | 長崎縣佐世保市                                                                         | 1908年、1926年 | 佐世保市的供水設施，境內有許多富有特徵的建築。 |
| 2005_1 （页面存档备份，存于）  | 雨龍發電廠 |      | 北海道風連町、幌加內町                                                                 | 1943年 | 建於昭和前期的日本最初的地下式發電廠。 |
| 2005_2 （页面存档备份，存于）  | 宗谷線劍淵、士別間鐵道防雪林 |      | 北海道劍淵町                                                                           | 1942年 | 改良濕泥炭地土壤後種植的鐵道防雪林。 |
| 2005_3 （页面存档备份，存于）  | 地球岬燈塔 |      | 北海道室蘭市                                                                           | 1920年 | 建造以後未經過大修，現在仍在使用的燈塔。 |
| 2005_4 （页面存档备份，存于）  | 尾去澤礦山設施群 |      | 秋田縣鹿角市                                                                           | 1943年 | 擁有日本最大規模的選礦場、沈澱池等的礦山遺跡。 |
| 2005_5 （页面存档备份，存于）  | 箱根地區國道1號設施群 |      | 神奈川縣箱根町                                                                         | - 旭橋、千歲橋：1933年 - 函嶺洞門：1931年 | 一座鋼筋混凝土結構王宮形廊道與兩座一體化拱橋。 |
| 2005_6 （页面存档备份，存于）  | 宇都宮市水道設施群： - 戶祭配水場 - 第六號接合井 - 今市淨水場 |      | 栃木縣宇都宮市、今市市                                                                 | 1916年 | 為宇都宮市供水的設施，建築採用該地特產的大谷石。 |
| 2005_7 （页面存档备份，存于）  | 眼鏡橋 倉松落大口逆除 |      | 埼玉縣春日部市                                                                         | 1891年 | 4連拱橋構造，是埼玉縣內最古老的磚造水閘之一。 |
| 2005_8 （页面存档备份，存于）  | 眼鏡橋 |      | 千葉縣白濱町                                                                           | 1888年 | 關東地區唯一的3連上路堆石拱橋。 |
| 2005_9 （页面存档备份，存于）  | 舊大日影隧道、舊深澤隧道 |      | 山梨縣勝沼町                                                                           | 1902年 | 中央本線早期的隧道群，方便運輸葡萄和葡萄酒。 |
| 2005_10 （页面存档备份，存于） | 稻生港石積防波堤 |      | 愛知縣蒲郡市                                                                           | 1920年 | 頂端設有繋船石的堆石防波堤，堤體用幡豆石築成。 |
| 2005_11 （页面存档备份，存于） | 安倍川橋 |      | 靜岡縣靜岡市                                                                           | 1923年 | 大正時期最大規模的桁架橋之一，橋門設有球形裝飾。 |
| 2005_12 （页面存档备份，存于） | 木曾川、揖斐川導流堤 |      | 三重縣桑名市                                                                           | 1890年—1909年 | 木曾川與揖斐川河口處的導流堤，可以維護河道。 |
| 2005_13 （页面存档备份，存于） | 御堂筋 |      | 大阪府大阪市                                                                           | 1937年 | 大阪的城市中軸，是道路建設的優秀原型。 |
| 2005_14 （页面存档备份，存于） | 御坂水管橋 |      | 兵庫縣三木市                                                                           | 1891年 | 日本最古老的水管橋，現為淡河川疎水的一部分。 |
| 2005_15 （页面存档备份，存于） | 東山隧道、新逢坂山隧道 |      | 京都府京都市、滋賀縣大津市                                                             | 1921年 | 東海道新線上的隧道，通過多種措施提高運力與速度。 |
| 2005_16 （页面存档备份，存于） | 福浦隧道（初代、二代） |      | 島根縣隱岐之島町                                                                       | 1868年、1898年 | 島後西北部的兩座手挖式隧道。 |
| 2005_17 （页面存档备份，存于） | 舊大濱埼船舶通航潮流信號所 |      | 廣島縣因島市                                                                           | 1910年 | 日本唯一現存的木造信號所。 |
| 2005_18 （页面存档备份，存于） | 大宮橋 |      | 愛媛縣西條市                                                                           | 1927年 | 加肋支撐型的拱橋，支柱之間也設計成拱形。 |
| 2005_19 （页面存档备份，存于） | 明治橋 |      | 大分縣臼杵市                                                                           | 1902年 | 擁有日本最古老的合成橋板的鋼橋。 |
| 2005_20 （页面存档备份，存于） | 大田發電廠 |      | 鹿兒島縣伊集院町                                                                       | 1908年 | 具有切妻屋頂的石造建造物，山牆有島津家家紋。 |
| 2006_1 （页面存档备份，存于）  | 札幌本道赤松林蔭道 |      | 北海道七飯町、函館市                                                                   | 1874年—1877年 | 日本最早的西洋式馬車道，是栽有赤松的林蔭道。 |
| 2006_2 （页面存档备份，存于）  | 張碓橋 |      | 北海道小樽市                                                                           | 1933年 | 北海道最早的鋼製普拉特式平衡型拱橋。 |
| 2006_3 （页面存档备份，存于）  | 網走港帽子岩沉箱碼頭 |      | 北海道網走市                                                                           | 1923年 | 天然岩石挖成的乾碼頭，用於製作沉箱。 |
| 2006_4 （页面存档备份，存于）  | 青岩橋 |      | 岩手縣二戶市、青森縣三戶町                                                             | 1935年 | 位於縣界上的公路排架橋，已建成70余年仍在使用。 |
| 2006_5 （页面存档备份，存于）  | 明鏡橋 |      | 山形縣朝日町                                                                           | 1937年 | 加肋支撐型的鋼筋混凝土拱橋，欄杆上有倒拱形裝飾。 |
| 2006_6 （页面存档备份，存于）  | 尻屋埼燈塔 |      | 青森縣東通村                                                                           | 1876年 | 由理查德·布蘭頓設計，日本最大的磚造燈塔之一。 |
| 2006_7 （页面存档备份，存于）  | 千葉縣水道局栗山配水塔 |      | 千葉縣松戶市                                                                           | 1937年 | 水道創設時設置的圓筒形水塔，塔頂有4處換氣口。 |
| 2006_8 （页面存档备份，存于）  | 中山隧道 |      | 新潟縣山古志村                                                                         | 1933年—1949年 | 日本最長的手挖式隧道，現在仍可見鶴嘴鎬的痕跡。 |
| 2006_9 （页面存档备份，存于）  | 橫濱水道相關隧道 |      | 神奈川縣橫濱市                                                                         | - 東隧道：1930年 - 大原隧道：1928年 | 水道幹線與公共道路共用的隧道，具有古典式坑口。 |
| 2006_10 （页面存档备份，存于） | 名栗川橋 |      | 埼玉縣飯能市                                                                           | 1924年 | 由該地居民籌措部分資金興建的鋼筋混凝土上路拱橋。 |
| 2006_11 （页面存档备份，存于） | 吾嬬橋 |      | 群馬縣六合村                                                                           | 1901年 | 賓夕法尼亞型鋼桁架橋，曾為國、縣、村道的橋樑。 |
| 2006_12 （页面存档备份，存于） | 利根運河 |      | 千葉縣流山市、柏市、野田市                                                             | 1890年 | 由羅溫赫爾斯特・穆爾德爾設計的運河。 |
| 2006_13 （页面存档备份，存于） | 白川橋 |      | 岐阜縣白川町                                                                           | 1926年 | 主塔也為鋼結構的2支柱吊橋，屬於罕見的鋼吊橋。 |
| 2006_14 （页面存档备份，存于） | 五釐堤 |      | 富山縣滑川市                                                                           | 1896年 | 明治時代的石堤，因法面的斜率為5厘而得名。 |
| 2006_15 （页面存档备份，存于） | 西天龍幹線水道圓筒分水工程群 |      | 長野縣辰野町、箕輪町、南箕輪村、伊那市                                                 | 1919年—1939年 | 日本規模最大的圓筒分水設施群。 |
| 2006_16 （页面存档备份，存于） | 龍之渡井 |      | 和歌山縣葛城町、那賀町                                                                 | 1919年 | 混合三和土的磚造拱形水道橋，屬於小田井用水。 |
| 2006_17 （页面存档备份，存于） | 武庫大橋 |      | 兵庫縣尼崎市、西宮市                                                                   | 1927年 | 加肋支撐型的6連拱形公路橋，橋上設有露臺。 |
| 2006_18 （页面存档备份，存于） | 安治川隧道 |      | 大阪府大阪市                                                                           | 1944年 | 日本最初使用沉埋技術建設的河底公路隧道。 |
| 2006_19 （页面存档备份，存于） | 兒島灣圍墾設施群 |      | 岡山縣岡山市、玉野市                                                                   | - 丙川三連排水門：1904年 - 大曲第一排水門、大曲第二排水門、大曲第三排水門：1902年左右 - 奉還排水門、舊片崎排水門：1900年左右 - 高崎圍墾堤防：1899年、1900年               | 當時為日本規模最大的干拓，建有許多水閘與堤防。 |
| 2006_20 （页面存档备份，存于） | 大津島舊回天發射訓練基地 |      | 山口縣周南市                                                                           | 1944年 | 日本唯一現存的回天魚雷發射訓練基地。 |
| 2006_21 （页面存档备份，存于） | 多度津港舊外港東防波堤 |      | 香川縣多度津町                                                                         | 1911年 | 明治以前香川縣內最大的港口，於擴張港口時建設。 |
| 2006_22 （页面存档备份，存于） | 詫間海軍航空隊滑行台 |      | 香川縣三豐市                                                                           | 1943年 | 原海軍基地的一部分，是罕見的保存完好的滑行台。 |
| 2006_23 （页面存档备份，存于） | 關門隧道（在來線用） |      | 福岡縣北九州市、山口縣下關市                                                           | 1942年 | 鑽挖式建造的世界最初的海底隧道，隧道中沒有裝飾。 |
| 2006_24 （页面存档备份，存于） | 栴檀橋 |      | 佐賀縣佐賀市                                                                           | 1924年 | 依靠20根石柱支撐的日本最大規模的石墩橋之一。 |
| 2006_25 （页面存档备份，存于） | 姬井橋 |      | 熊本縣菊池市                                                                           | 1925年 | 日本最初的穆蘭式鋼筋混凝土下路拱橋。 |
| 2007_1 （页面存档备份，存于）  | 千歲川王子製紙水力發電設施群 |      | 北海道千歲市                                                                           | 1910年—1941年 | 北海道水電開發初期的代表性的水力發電設施群。 |
| 2007_2 （页面存档备份，存于）  | 札幌市水道紀念館（原藻岩淨水場） |      | 北海道札幌市                                                                           | 1937年 | 有過濾池、沈澱池等近代設備，為札幌提供生活用水。 |
| 2007_3 （页面存档备份，存于）  | 藻岩發電廠、取水堰 |      | 北海道札幌市                                                                           | 1936年 | 為札幌市提供電力與上水道原水長達70年的重要設施。 |
| 2007_4 （页面存档备份，存于）  | 土崎港相關設施 |      | 秋田縣秋田市                                                                           | - 廣井碼頭：1902年 - 南防波堤：1929年—1935年 - 雄物川排水道：1938年 | 港灣近代化過程中建設的碼頭、防波堤與防洪排水道。 |
| 2007_5 （页面存档备份，存于）  | 品井沼圍墾相關設施 |      | 宮城縣松島町、東松島市                                                                 | - 明治潜穴：1910年 - 元禄潜穴：1698年 - 吉田川管路：1933年 - 鳴瀨川吉田川背割堤：1940年                                                                                   | 品井沼干拓工程中的一系列土木設施群。 |
| 2007_6 （页面存档备份，存于）  | 荒川流域治水、攔砂事業 |      | 福島縣福島市                                                                           | - 攔砂壩群：1925年—1957年 - 地藏原堰堤：1925年 - 川上第一堰堤：1946年 - 固床工群：1951年—1956年 - 水防林、霞堤群：近代以後                                                | 採用霞堤與防水林的近代治水系統與攔砂壩群。 |
| 2007_7 （页面存档备份，存于）  | 清水峠越新道 |      | 群馬縣水上町                                                                           | 1885年 | 在谷川連峰嚴峻的自然環境中開拓的道路。 |
| 2007_8 （页面存档备份，存于）  | 親不知舊道 |      | 新潟縣絲魚川市                                                                         | 1882年—1883年 | 在險峻、複雜的地形地質條件下開通的道路。 |
| 2007_9 （页面存档备份，存于）  | 村山、山口蓄水池 |      | 東京都東大和市、埼玉縣所澤市                                                           | - 村山上蓄水池：1924年 - 村山下蓄水池：1927年 - 山口蓄水池：1934年 | 大規模的水道用土壩，有現存唯一的一座管理用吊橋。 |
| 2007_10 （页面存档备份，存于） | 箱根登山鐵道 |      | 神奈川縣小田原市、箱根町                                                               | 1919年 | 日本斜度最大的黏著式鐵道與登山鐵道。 |
| 2007_11 （页面存档备份，存于） | 境橋 |      | 栃木縣那須烏山市                                                                       | 1937年 | 設有欄杆的加肋支撐型的鋼筋混凝土拱橋。 |
| 2007_12 （页面存档备份，存于） | 七重川攔砂壩群 |      | 埼玉縣都幾川町                                                                         | 1917年—1950年 | 堰堤保留了大正與昭和初期的攔砂壩施工技術。 |
| 2007_13 （页面存档备份，存于） | 堀江水準標石 |      | 千葉縣浦安市                                                                           | 1872年 | 伊薩克·林德設置的近代日本最初的水準測量標石。 |
| 2007_14 （页面存档备份，存于） | 明治用水舊頭首工 |      | 愛知縣豐田市                                                                           | 1909年 | 採用服部長七技術的大規模堰堤中唯一現存的一座。 |
| 2007_15 （页面存档备份，存于） | 岩井橋 |      | 愛知縣名古屋市                                                                         | 1923年 | 日本現存第二古老的鋼拱桁橋，側面有曲線裝飾板。 |
| 2007_16 （页面存档备份，存于） | 王子橋 |      | 京都府龜岡市                                                                           | 1884年 | 田邊朔郎設計的石拱橋，具有罕見的構造形式。 |
| 2007_17 （页面存档备份，存于） | 毛馬閘門、洗堰群 |      | 大阪府大阪市                                                                           | - 毛馬第一閘門：1907年 - 毛馬第二閘門：1918年 - 毛馬洗堰：1910年 | 明治時期改修淀川的主要設施，用於大阪的防洪等。 |
| 2007_18 （页面存档备份，存于） | （舊）江尾發電廠 |      | 鳥取縣江府町                                                                           | 1919年 | 現存的石造發電廠。 |
| 2007_19 （页面存档备份，存于） | 京橋川雁木群 |      | 廣島縣廣島市                                                                           | 推測為明治後期—大正期 | 日本規模最大的雁木群，形成古舊的親水空間。 |
| 2007_20 （页面存档备份，存于） | 土釜橋 |      | 德島縣劍町                                                                             | 1930年 | 架設在滿佈紅葉與瀑布的峽谷中的鋼拱橋。 |
| 2007_21 （页面存档备份，存于） | 龍頭橋 |      | 大分縣杵築市                                                                           | 1912年 | 日本現存最古老的石造漫水橋。 |
| 2007_22 （页面存档备份，存于） | 本河內高部堰堤 |      | 長崎縣長崎市                                                                           | 1891年 | 吉村長策設計的日本最初的上水道專用壩。 |
| 2007_23 （页面存档备份，存于） | 七窪水源地 |      | 鹿兒島縣鹿兒島市                                                                       | - 第一期：1919年 - 第二期：1928年 | 5處水源地、接合井和導水隧道均為石造建築。 |
| 2008_01 （页面存档备份，存于） | 奥澤水源地水道設施 |      | 北海道小樽市                                                                           | 1914年 | 小樽市的供水水源地，有階梯狀的溢流道。 |
| 2008_02 （页面存档备份，存于） | 定山溪發電廠設施 |      | 北海道札幌市                                                                           | 1909年 | 北海道現存最古老的水力發電設施。 |
| 2008_03 （页面存档备份，存于） | 聖台壩 |      | 北海道美瑛町                                                                           | 1937年 | 建設當時為日本全國規模最大的水田灌溉蓄水池。 |
| 2008_04 （页面存档备份，存于） | 最上川橋樑 |      | 山形縣寒河江市、中山町、白鷹町                                                         | - JR左澤線最上川橋梁：1921年 - 花長井線最上川橋梁（通稱「荒砥鐵道橋」）：1923年                                                                                           | 鍛鐵製桁架橋，為日本仍在使用的最古老的鐵路橋。 |
| 2008_05 （页面存档备份，存于） | 直江兼續水利設施群 |      | 山形縣米澤市                                                                           | - 谷地河原堤防（直江石堤）：1601年 - 蛇堤（蛇土手）、御入水堰：慶長年間 - 猿尾堰、室澤堰：不詳 - 堀立川：1609年 - 巴堀：1609年以後 - 帶刀堰：1613年                       | 近代早期米澤城城下町的形成基礎。 |
| 2008_06 （页面存档备份，存于） | 日川堰堤水利系統群 |      | 山梨縣甲州市                                                                           | - 勝沼堰堤：1917年 - 日川河堤群：1915年 | 通過對沖積扇河流的治理，擴大了勝沼葡萄的生產。 |
| 2008_07 （页面存档备份，存于） | 小倉橋 |      | 神奈川縣相模原市                                                                       | 1938年 | 建設當時為新穎的4連拱橋，融入周圍的峽谷風景。 |
| 2008_08 （页面存档备份，存于） | 荒川橫堤 |      | 埼玉縣戶田市、埼玉市                                                                   | 1934年 | 與河堤平行的河道內堤防，是荒川流域的獨有設施。 |
| 2008_09 （页面存档备份，存于） | 黑川發電廠膳棚水路橋 |      | 栃木縣那須町                                                                           | 1921年 | 橋墩由X字型的3根支柱構成的鋼筋混凝土橋。 |
| 2008_10 （页面存档备份，存于） | 銀座線 淺草站至新橋站間 |      | 東京都台東區、千代田區、中央區、港區                                                   | - 淺草至上野間：1927年 - 上野至萬世橋（暫）間：1930年 - 萬世橋（暫）至神田間：1931年 - 神田至三越前間、三越前至京橋間：1932年 - 京橋至銀座間、銀座至新橋間：1934年        | 共花7年時間修好，是東亞最早開始營業的地下鐵路。 |
| 2008_11 （页面存档备份，存于） | 曾我浦片隧道（4號、5號） |      | 靜岡縣熱海市                                                                           | 1939年 | 國道135號線上的半隧道，隧道口為罕見的裝飾風樣式。 |
| 2008_12 （页面存档备份，存于） | 百百貯木場 |      | 愛知縣豐田市                                                                           | 1918年 | 日本唯一保存完好的河流中游貯木場。 |
| 2008_13 （页面存档备份，存于） | 片平橋 |      | 長野縣鹽尻市                                                                           | 1935年 | 橫跨奈良井川的加肋支撐型拱橋，現已無車輛通過。 |
| 2008_14 （页面存档备份，存于） | 心齋橋站、御堂筋線地下車站群： - 心齋橋站 - 淀屋橋站 - 梅田站 |      | 大阪府大阪市                                                                           | 1933年 | 半拱形的高天花板與無柱月台構建了站內寬闊的空間。 |
| 2008_15 （页面存档备份，存于） | 上田池堰堤 |      | 兵庫縣南淡路市                                                                         | 1932年 | 農業土木技工建設的最早的砂漿堆石堰堤。 |
| 2008_16 （页面存档备份，存于） | 七條大橋 |      | 京都府京都市                                                                           | 1913年 | 鴨川附近保留有明治時期形式的唯一一座橋樑。 |
| 2008_17 （页面存档备份，存于） | 兩橋 |      | 京都府福知山市                                                                         | 1938年 | 拱部與欄杆也有拱形裝飾的山陰街道的名拱橋。 |
| 2008_18 （页面存档备份，存于） | 今福線混凝土拱橋群 |      | 島根縣濱田市                                                                           | 1937年 | 1940年停建的未成線留在山區的一連串混凝土鐵路橋。 |
| 2008_19 （页面存档备份，存于） | 三石煉瓦拱渠群 |      | 岡山縣備前市                                                                           | - 下行方向：1890年—1891年 - 上行方向：1911年 | 山陽本線的磚造拱渠。 |
| 2008_20 （页面存档备份，存于） | 旭淨水場歷史設施群 |      | 高知縣高知市                                                                           | 1925年 | 擁有文藝復興樣式建築的水道設施群。 |
| 2008_21 （页面存档备份，存于） | 若津港導流堤（筑後川德·來格堤） |      | 福岡縣大川市、柳川市、佐賀縣佐賀市                                                     | 1890年 | 防止有明海的淤泥影響航路而修建的石導流堤。 |
| 2008_22 （页面存档备份，存于） | 有明海舊圍墾設施 |      | 熊本縣玉名市                                                                           | - 末廣開舊堤防、明豐開舊堤防、大豐開舊堤防：1895年 - 明丑開舊堤防：1893年                                                                                                 | 保留有明治時代的防潮堤與水閘的圍墾遺跡。 |
| 2008_23 （页面存档备份，存于） | 大島海峽舊軍事設施群 |      | 鹿兒島縣瀨戶內町                                                                       | 1941年 | 大島海峽沿岸的彈藥庫、震洋貯存壕、戰鬥指揮所等。 |
| 2009_01 （页面存档备份，存于） | 第三雨龍川橋樑 |      | 北海道幌加內町                                                                         | 1931年 | 道內最初採用吊籠式施工以及進口鋼材製成的鐵路橋。 |
| 2009_02 （页面存档备份，存于） | 狩勝信號場原址 |      | 北海道新得町、南富良野町                                                               | 1907年 | 狩勝峠折返式信號場遺跡，有築堤、磚石造拱橋等。 |
| 2009_03 （页面存档备份，存于） | 小樽港斜路式沉箱製造廠 |      | 北海道小樽市                                                                           | 1912年 | 世界最初的滑台式沉箱設施。 |
| 2009_04 （页面存档备份，存于） | 奧州街道一里塚群： - 上田一里塚 - 小野松一里塚 - 笹平一里塚 - 新塚一里塚 - 御堂、馬羽內一里塚 - 舊中山一里塚 - 小繋一里塚 - 川底一里塚 - 浪打峠一里塚 - 獨活倉一里塚 - 笹目子、上女鹿澤一里塚 - 穴久保、下女鹿澤一里塚 - 駕籠立場一里塚 - 傳法寺一里塚 - 一本木一里塚 - 真登地一里塚 - 池之平一里塚 - 天間館一里塚 - 蒼前平一里塚 - 坊之塚一里塚 |      | 岩手縣盛岡市、岩手町、一戶町、青森縣三戶町、十和田市、七戶町、野邊地町                 | - 岩手縣內：1604年以後 - 青森縣內：1649年—1652年 | 東北地區近代以後的交通基礎。 |
| 2009_05 （页面存档备份，存于） | 山形石橋群 |      | 山形縣上山市、南陽市、米澤市、高畠町、村山市                                           | - 新橋、吉田橋：1880年 - 覗橋、舞鶴橋：1882年 - 堅磐橋、中山橋：1878年 - 蛇橋（小巖橋）：1881年 - 康壽橋：明治末期 - 幸橋：1879年 - 幾代橋：1889年 - 太鼓橋：明治時期     | 當地的石匠從九州學到石橋技術後建造的土木遺產。 |
| 2009_06 （页面存档备份，存于） | 奥多摩橋 |      | 東京都青梅市                                                                           | 1939年 | 戰前的公路鋼拱橋中橋距最大的橋樑，拱高較大。 |
| 2009_07 （页面存档备份，存于） | 汐止橋 |      | 千葉縣鋸南町                                                                           | 1895年 | 使用特產保田石的堆石上路拱橋，長石與拱部斜交。 |
| 2009_08 （页面存档备份，存于） | 小坪隧道、名越隧道 |      | 神奈川縣逗子市、鎌倉市                                                                 | 大正時期 | 1883年由當地居民挖掘，大正時期擴寬並改為磚造。 |
| 2009_09 （页面存档备份，存于） | 舊須花隧道 |      | 栃木縣佐野市、足利市                                                                   | - 第一代（手挖）：1889年 - 第二代（磚造）：1917年 | 共有手挖、磚造、鋼筋混凝土3處不同結構的隧道。 |
| 2009_10 （页面存档备份，存于） | 劍崎淨水場 |      | 群馬縣高崎市                                                                           | 1910年 | 採用沙過濾與生物過濾等慢速過濾方式的淨水設施。 |
| 2009_11 （页面存档备份，存于） | 霞浦湖岸設施（鹿島海軍航空原址） |      | 茨城縣美浦村                                                                           | 1937年 | 原為海軍設施，現在作為治水設施使用。 |
| 2009_12 （页面存档备份，存于） | 七用水 大水閘與出水口 |      | 石川縣白山市                                                                           | 1903年 | 擁有大型石柱的水閘與磚造拱形出水口。 |
| 2009_13 （页面存档备份，存于） | 北勢線扭轉拱橋與眼鏡橋 |      | 三重縣員辨市                                                                           | 1916年 | 仍在使用的混凝土拱橋之一。 |
| 2009_14 （页面存档备份，存于） | 柳河原發電廠 跡曳水路橋 |      | 富山縣黑部市                                                                           | 1927年 | 建造當時為橋距最大的混凝土拱形上路水道橋。 |
| 2009_15 （页面存档备份，存于） | 平木橋 |      | 兵庫縣加古川市                                                                         | 1915年 | 有兩圈輪石的磚壁石造水路橋，且有罕見的英文匾額。 |
| 2009_16 （页面存档备份，存于） | 鎧堰堤 |      | 滋賀縣大津市                                                                           | 1889年 | 瀨田川防砂工程初期的攔砂壩，為罕見的堆石階梯狀。 |
| 2009_17 （页面存档备份，存于） | 本町橋 |      | 大阪府大阪市                                                                           | 1913年 | 大阪市內最古老的橋，有捲殺石柱裝飾與欄杆。 |
| 2009_18 （页面存档备份，存于） | 角島燈塔及其相關設施群 |      | 山口縣下關市                                                                           | 1875年 | 燈塔表面為裸石，休息所與倉庫則為殖民地樣式。 |
| 2009_19 （页面存档备份，存于） | 舊三高山砲台 |      | 廣島縣江田島市                                                                         | 1901年 | 廣島灣中現存規模最大的吳要塞砲台遺跡。 |
| 2009_20 （页面存档备份，存于） | 舊吳鎮守府兵器部護岸及其相關設施 |      | 廣島縣吳市                                                                             | 1890年代 | 保存護岸、石階、塔吊等原吳鎮守府兵器部的設施。 |
| 2009_21 （页面存档备份，存于） | 木頭出原谷的鐵砲堰 |      | 德島縣那賀町                                                                           | 1940年—1941年 | 罕見的堆石鐵砲堰，用於運送木材。 |
| 2009_22 （页面存档备份，存于） | 矢岳第一隧道 |      | 宮崎縣蝦野市                                                                           | 1909年 | 克服了含水量多的凝灰岩地層建造的隧道。 |
| 2009_23 （页面存档备份，存于） | 大渡的用之助港 |      | 沖繩縣絲滿市                                                                           | 1907年 | 依據齋藤用之助的漁業振興計劃開鑿的港口。 |
| 2009_24 （页面存档备份，存于） | 小倉（水道）堰堤 |      | 長崎縣長崎市                                                                           | 1926年 | 建造時為日本最高的上水道專用壩，壩體為花崗石。 |
| 2009_25 （页面存档备份，存于） | 烏山頭水庫 |      | 臺灣台南縣官田鄉                                                                       | 1930年 | 八田與一設計的当時亞洲最大的壩，灌溉嘉南平原。 |
| 2010_01 （页面存档备份，存于） | 創成橋 |      | 北海道札幌市                                                                           | 1910年 | 札幌市內最古老的石橋，2010年改修。 |
| 2010_02 （页面存档备份，存于） | 舞鶴橋 |      | 北海道長沼町                                                                           | 1936年 | 位於田間的圓形拱橋，也是戰前罕見的朗格桁橋。 |
| 2010_03 （页面存档备份，存于） | 留萌港南防波堤 |      | 北海道留萌市                                                                           | 1929年 | 早期重力式沉箱結構的外洋防波堤。 |
| 2010_04 （页面存档备份，存于） | 西根堰 |      | 福島縣福島市、伊達市、桑折町、國見町                                                   | - 西根下堰：1618年 - 西根上堰：1632年 | 貴重的近代早期農業土木設施群。 |
| 2010_05 （页面存档备份，存于） | 仙台市磚造下水道： - 卵形磚下水道 - 馬蹄形磚下水道與矩形磚下水道 |      | 宮城縣仙台市                                                                           | 1900年 | 擁有許多日本早期的先進技術，且經常出現在電影中。 |
| 2010_06 （页面存档备份，存于） | 權現堂川用水排水管群 |      | 埼玉縣幸手市                                                                           | - 權現堂川用水新圦：1905年 - 巡禮樋管、取付堤防：1933年 | 保存完好的樋管群，取付堤防是著名的賞櫻地。 |
| 2010_07 （页面存档备份，存于） | 新永間市街線高架橋 |      | 東京都千代田區、港區                                                                   | 1910年 | 建成100年後仍在使用的磚造拱形高架橋。 |
| 2010_08 （页面存档备份，存于） | 鬼怒橋 |      | 栃木縣宇都宮市                                                                         | 1931年 | 建在磚造圓筒與堆石橋墩上的15連曲線桁架橋。 |
| 2010_09 （页面存档备份，存于） | 千葉分場1號配水池 |      | 千葉縣千葉市                                                                           | 1937年 | 鋼筋混凝土製的梁柱式圓形配水池。 |
| 2010_10 （页面存档备份，存于） | 大手橋 |      | 茨城縣水戶市                                                                           | 1935年 | 繼承藩政時代樣式的鋼筋混凝土橋，通往水戶城。 |
| 2010_11 （页面存档备份，存于） | 央橋 |      | 茨城縣常陸太田市                                                                       | 1937年 | 橫跨里川的洛澤式拱橋，與周圍的景色融為一體。 |
| 2010_12 （页面存档备份，存于） | 雄川堰 |      | 群馬縣甘樂町                                                                           | 1642年 | 為小幡城城下町居民提供飲水與生活用水的堆石水渠。 |
| 2010_13 （页面存档备份，存于） | 相模野基線 |      | 神奈川縣相模原市、座間市                                                               | 1882年 | 日本全國5万分之1地形圖的基礎，近代測量的發祥地。 |
| 2010_14 （页面存档备份，存于） | 堀割川 |      | 神奈川縣橫濱市                                                                         | 1928年左右 | 明治初年從大岡川分流，沿岸有堆石護岸。 |
| 2010_15 （页面存档备份，存于） | 六見橋 |      | 岐阜縣下呂市                                                                           | 1931年 | 高山線開通後改建的鐵橋，是下呂溫泉街的象徵。 |
| 2010_16 （页面存档备份，存于） | 松重閘門 |      | 愛知縣名古屋市                                                                         | 1930年 | 連通堀川與中川運河的通船路。 |
| 2010_17 （页面存档备份，存于） | 清水燈塔 |      | 靜岡縣靜岡市                                                                           | 1912年 | 日本最初的鋼筋混凝土結構燈塔。 |
| 2010_18 （页面存档备份，存于） | 三栖閘門 |      | 京都府京都市                                                                           | 1929年 | 保障大阪與京都之間船運的閘門。 |
| 2010_19 （页面存档备份，存于） | 宇治發電廠 |      | 京都府宇治市                                                                           | 1913年 | 曾為日本發電規模最大的水渠式水力發電廠之一。 |
| 2010_20 （页面存档备份，存于） | 鐘坂隧道 |      | 兵庫縣丹波市                                                                           | 1883年 | 位於鐘坂峠的日本最古老的磚造公路隧道。 |
| 2010_21 （页面存档备份，存于） | 室戶颱風災後復舊橋梁群 |      | 岡山縣新見市、高梁市                                                                   | - 井倉橋：1936年 - 田井橋、方谷橋：1937年 | 1934年室戶颱風之後在高梁川上新建的一系列鋼橋。 |
| 2010_22 （页面存档备份，存于） | 菊港東堤、西堤 |      | 鳥取縣琴浦町                                                                           | 江戶時代中期 | 日本海一側現存的少數江戶時代的石造防波堤之一。 |
| 2010_23 （页面存档备份，存于） | 明治橋 |      | 愛媛縣八幡濱市                                                                         | 1930年 | 下路式公路拱橋，在日本現役的同型橋中最為古老。 |
| 2010_24 （页面存档备份，存于） | 蛤水道 |      | 佐賀縣吉野里町                                                                         | 元和年間 | 將蛤岳的水輸送到佐賀藩的導水渠，由成富茂安修建。 |
| 2010_25 （页面存档备份，存于） | 川原隧道 |      | 大分縣日田市                                                                           | 1854年 | 江戶後期的日田往還道的一部分，內部採用堆石構造。 |
| 2010_26 （页面存档备份，存于） | 第三五瀨川橋樑 |      | 宮崎縣日之影町                                                                         | 1939年 | 部分鋼桁架，部分鋼筋混凝土的原高千穗鐵道複合橋。 |
| 2010_27 （页面存档备份，存于） | 台南水道 |      | 臺灣台南縣山上鄉                                                                       | 1922年 | 濱野彌四郎設計的大規模淨水場，採用快速過濾技術。 |
| 2011_01 （页面存档备份，存于） | 道廳正門前木塊鋪裝、銀杏行道樹 |      | 北海道札幌市                                                                           | 1924年—1925年 | 札幌最早的近代化街道，有現存最古老的木塊鋪裝。 |
| 2011_02 （页面存档备份，存于） | 虻田發電廠 |      | 北海道洞爺湖町                                                                         | 1939年 | 利用洞爺湖與噴火灣的落差建成的巧妙的發電廠。 |
| 2011_03 （页面存档备份，存于） | 夕張川新水道 |      | 北海道長沼町、南幌町、江別市                                                           | 1936年 | 使夕張川直接流入石狩川，減輕洪水威脅擴大產糧。 |
| 2011_04 （页面存档备份，存于） | 船川港第一船入場、第二船入場防波堤 |      | 秋田縣男鹿市                                                                           | - 第一船入場：1914年 - 第二船入場：1930年 | 大正、昭和初期的堆石防波堤群。 |
| 2011_05 （页面存档备份，存于） | 疣岩圓形分水工 |      | 宮城縣藏王町                                                                           | 1931年 | 為了防止水利紛爭，民眾協商後建設的圓形分水工。 |
| 2011_06 （页面存档备份，存于） | 筑波山千寺川攔砂壩群 |      | 茨城縣筑波市                                                                           | 1943年 | 茨城縣內最初的真正防砂堰，本體為堆石壩。 |
| 2011_07 （页面存档备份，存于） | 荻窪用水及其相關設施： - 荻窪用水 - 山縣水道 - 山崎發電廠、取水堤 |      | 神奈川縣小田原市、箱根町                                                               | 1802年左右 | 江戶後期的水渠與發電廠，童謠鱂魚學校的發祥地。 |
| 2011_08 （页面存档备份，存于） | 真岡鐵道五行川橋樑、小貝川橋樑 |      | 栃木縣真岡市、益子町                                                                   | 1894年 | 日本現役最古老的英式桁架橋，鐵道發展初期的遺產。 |
| 2011_09 （页面存档备份，存于） | 只川橋 |      | 群馬縣下仁田町、富岡市                                                                 | 1931年 | 鉚接雙合葉加肋支撐型鋼拱橋。 |
| 2011_10 （页面存档备份，存于） | 大源太川第1號攔砂壩 |      | 新潟縣湯澤町                                                                           | 1939年 | 日本最早期的直轄防砂工程中建成的拱形堆石攔砂壩。 |
| 2011_11 （页面存档备份，存于） | 菅橋 |      | 長野縣木祖村                                                                           | 1933年 | 木曾谷最初的鋼筋混凝土拱橋，屬於村道改造工程。 |
| 2011_12 （页面存档备份，存于） | 名古屋市舊第一泵所與東山給水塔 |      | 愛知縣名古屋市                                                                         | - 名古屋市舊第一泵所：1914年 - 東山給水塔：1930年 | 名古屋市上水道的象徵性歷史建築。 |
| 2011_13 （页面存档备份，存于） | 太田橋 |      | 岐阜縣美濃加茂市                                                                       | 1926年 | 在中山道的木曾川太田渡口遺址上建設的鋼桁架橋。 |
| 2011_14 （页面存档备份，存于） | 木曾川河跡湖（蜻蜓池）的聖牛 |      | 岐阜縣笠松町                                                                           | 1924年—1938年 | 完好保存水利工程結構與設置當時狀況的土木遺產。 |
| 2011_15 （页面存档备份，存于） | 湊川隧道 |      | 兵庫縣神戶市                                                                           | 1901年 | 明治時期的水路隧道，多次在河川改修工程中改造。 |
| 2011_16 （页面存档备份，存于） | 舊奈良站舍 |      | 奈良縣奈良市                                                                           | 1934年 | 和洋折衷的帝冠式建築，象徵近代鐵路發展的車站。 |
| 2011_17 （页面存档备份，存于） | 中古澤橋梁 |      | 和歌山縣九度山町                                                                       | 1927年 | 在通往高野山的斜率50‰的陡坡處的桁架排架鐵路橋。 |
| 2011_18 （页面存档备份，存于） | 原爆留存橋梁 |      | 廣島縣廣島市                                                                           | - 猿猴橋：1926年 - 京橋：1927年 | 在原子彈爆炸中仍然屹立不倒的花崗岩橋樑。 |
| 2011_19 （页面存档备份，存于） | 高角橋 |      | 島根縣益田市                                                                           | 1942年 | 高津川上的5連拱橋，島根縣唯一的洛澤型桁橋。 |
| 2011_20 （页面存档备份，存于） | 瀧宮橋 |      | 香川縣綾川町                                                                           | 1932年 | 戰前香川唯一的加肋支撐拱橋，是高松琴平間的要衝。 |
| 2011_21 （页面存档备份，存于） | 深浦水雷艇隊基地跡 |      | 長崎縣對馬市                                                                           | 1896年 | 位於日本海軍竹敷要港部的一角，擁有石造碼頭。 |
| 2011_22 （页面存档备份，存于） | 長崎堤防 |      | 鹿兒島縣薩摩川內市                                                                     | 1687年 | 位於川內川左岸高江町的江戶時代的鋸齒形干拓堤防。 |
| 2012_01 （页面存档备份，存于） | 岡山橋 |      | 北海道岩見澤市                                                                         | 1936年 | 北海道最初的固定支撐一體化公路鋼拱橋。 |
| 2012_02 （页面存档备份，存于） | 萬世大路 |      | 福島縣福島市、山形縣米澤市                                                             | 1881年 | 山形、福島兩縣間的物流、交通通道，1937年改修。 |
| 2012_03 （页面存档备份，存于） | 駒澤給水所 |      | 東京都世田谷區                                                                         | - 配水塔：1924年 - 配水泵房：1933年 | 擁有獨特外形的建築，是街區的象徵。 |
| 2012_04 （页面存档备份，存于） | 山生橋樑 |      | 千葉縣鴨川市                                                                           | 1924年 | 日本最早的鋼筋混凝土丁字樑型弧形鐵路橋。 |
| 2012_05 （页面存档备份，存于） | 二領用水 |      | 神奈川縣川崎市                                                                         | 1611年 | 多摩川流域最古老、規模最大的農業水渠。 |
| 2012_06 （页面存档备份，存于） | 花貫川第一發電廠 第三號水路橋 |      | 茨城縣高萩市                                                                           | 1919年 | 日本早期的混凝土拱形水道橋，位於縣立自然公園中。 |
| 2012_07 （页面存档备份，存于） | 前橋的利根川護岸與水制工： - 利根川護岸工 - 鐵線蛇籠護岸 - 小型沉箱基礎護岸 - 岩神水制工（手束式水制工） - 前橋公園下軌道式大聖牛 - 軌道式出杭水制工 |      | 群馬縣前橋市、玉村町                                                                   | 1897年—1955年 | 利根川中的石堤、蛇籠、沉箱基礎護岸與水制工。 |
| 2012_08 （页面存档备份，存于） | 新佐賀橋 |      | 埼玉縣鴻巢市                                                                           | 1933年 | 加肋支撐型拱橋，橋柱和欄杆上有裝飾。 |
| 2012_09 （页面存档备份，存于） | 長潭橋 |      | 山梨縣甲府市、甲斐市                                                                   | 1925年 | 山梨縣內現存最古老的混凝土公路拱橋，位於昇仙峽。 |
| 2012_10 （页面存档备份，存于） | 加治川運河水門、土砂吐水門 |      | 新潟縣新發田市                                                                         | 1914年 | 大正初期建設的防洪分水渠的石造水閘。 |
| 2012_11 （页面存档备份，存于） | 東京動力機械製造公司地下工場跡 |      | 栃木縣那須烏山市                                                                       | 1945年 | 600米長的手挖隧道群，原為製造坦克的兵工廠。 |
| 2012_12 （页面存档备份，存于） | 栃木縣防空相關設施群 |      | 栃木縣宇都宮市、大田原市、那須烏山市、鹿沼市                                           | - 舊宇都宮機場地堡、舊金丸原機場地堡：1944年左右 - 烏山防空監視哨、口粟野防空監視哨：1941年                                                                               | 栃木縣現存的防空設施群，由3座掩體與2座監哨組成。 |
| 2012_13 （页面存档备份，存于） | 長篠發電廠的堰堤與取水道 |      | 愛知縣新城市                                                                           | 1912年 | 由天然和人造岩石組合而成的水力發電廠的取水設施。 |
| 2012_14 （页面存档备份，存于） | 長良大橋 |      | 岐阜縣岐阜市、大垣市                                                                   | 1934年 | 6連曲弦桁架橋，是大蕭條時建設的岐垣國道的一部分。 |
| 2012_15 （页面存档备份，存于） | 手取川霞堤 |      | 石川縣能美市、川北町                                                                   | 近代以前 | 手取川的沖積扇上建設的大規模不連續防洪堤。 |
| 2012_16 （页面存档备份，存于） | 濱中津橋 |      | 大阪府大阪市                                                                           | 1935年 | 將日本最早的鐵路橋鋼架移設而成的公路橋。 |
| 2012_17 （页面存档备份，存于） | 堀川第一橋 |      | 京都府京都市                                                                           | 1873年 | 罕見的石造圓拱橋，原為連接御所與二條城的公用橋。 |
| 2012_18 （页面存档备份，存于） | 德佐川橋梁 |      | 山口縣山口市                                                                           | 1922年 | 日本現存的3座格子狀鋼架鐵路橋之一。 |
| 2012_19 （页面存档备份，存于） | 建部井堰 |      | 岡山縣岡山市                                                                           | 1721年以前 | 日本現存最大的石造取水堰。 |
| 2012_20 （页面存档备份，存于） | 石手川橋梁 |      | 愛媛縣松山市                                                                           | 1892年 | 日本最古老的鐵路桁架橋，啟用時為輕便鐵道橋。 |
| 2012_21 （页面存档备份，存于） | 磚橋（橫河原線、第26號溝橋） |      | 愛媛縣松山市                                                                           | 1892年左右 | 因鐵路不垂直於下方公路，磚的堆疊方向作出了調整。 |
| 2012_22 （页面存档备份，存于） | 切圖子隧道 |      | 大分縣中津市                                                                           | 1870年 | 用手挖出的隧道，橫截面為罕見的矩形。 |
| 2012_23 （页面存档备份，存于） | 綱之瀨橋樑 |      | 宮崎縣延岡市、日之影町                                                                 | 1937年 | 日本最初的鋼筋混凝土加肋支撐型鐵路拱橋。 |
| 2012_24 （页面存档备份，存于） | 山田堰 |      | 福岡縣朝倉市                                                                           | 1790年 | 江戶時代建在筑後川上的日本唯一的傾斜式堆石堰。 |
| 2012_25 （页面存档备份，存于） | 「馬之頭」水利設施 |      | 佐賀縣伊萬里市                                                                         | 1611年 | 利用虹吸管原理，將水送往比松浦川更高處的水田。 |
| 2013_01 （页面存档备份，存于） | 有蓋緩速過濾池（春光台配水場） |      | 北海道旭川市                                                                           | 1913年 | 建設時為日本最北方的淨水設施，有堆磚拱頂。 |
| 2013_02 （页面存档备份，存于） | 舊北炭幾春別煤礦、錦坑煤礦設施群 |      | 北海道三笠市                                                                           | 1920年 | 有北海道內現存最古老的豎坑櫓、豎坑、坑口等。 |
| 2013_03 （页面存档备份，存于） | 三本木原開拓設施群 |      | 青森縣十和田市                                                                         | - 稻生川穴堰、稻生川上水：1859年 - 十和田市市區：1860年以後 | 從幕末時期開始的十和田市周邊地區發展的基礎。 |
| 2013_04 （页面存档备份，存于） | 閘門橋 |      | 東京都葛飾區                                                                           | 1909年 | 都內罕見的磚造拱橋，上游側與下游側拱門數量不同。 |
| 2013_05 （页面存档备份，存于） | 長生橋 |      | 新潟縣長岡市                                                                           | 1937年 | 罕見的13連下路式鋼製懸臂橋，具有上曲弦桁架。 |
| 2013_06 （页面存档备份，存于） | 所野第一發電廠外山原取水設施： - 外山原取水堰堤、排砂門 - 鳴澤川取水口與導水路 - 木戶澤水道橋（外山原水道橋） - 舊水壓鐵管固定台遺跡 |      | 栃木縣日光市                                                                           | 1897年 | 日本現存最古老的發電用堰堤及其相關設施。 |
| 2013_07 （页面存档备份，存于） | 柳瀨橋 |      | 群馬縣高崎市、藤岡市                                                                   | 1930年 | 昭和初期建設的7連鋼桁架橋。 |
| 2013_08 （页面存档备份，存于） | 神田下水 |      | 東京都千代田區                                                                         | 1885年 | 日本最初的近代下水道，為磚結構。 |
| 2013_09 （页面存档备份，存于） | 神奈川縣營水道設施群： - 水道紀念館（舊送水泵房） - 大磯配水池（現大磯低區配水池） - 茅崎配水池 - 藤澤配水池 - 鎌倉配水池 - 逗子配水池 |      | 神奈川縣寒川町、大磯町、茅崎市、藤澤市、鎌倉市、逗子市                                 | 1935年 | 湘南地區的水道系統是日本最初的縣營廣域水道。 |
| 2013_10 （页面存档备份，存于） | 鹿島橋 |      | 靜岡縣濱松市                                                                           | 1937年 | 現存的戰前最長上曲弦懸臂橋，位於遠州地區的要衝。 |
| 2013_11 （页面存档备份，存于） | 千垣橋樑 |      | 富山縣立山町、富山市                                                                   | 1937年 | 建設於常願寺川縣營發電工程中的拱肩鋼桁架拱橋。 |
| 2013_12 （页面存档备份，存于） | 信越本線隧道群： - 大廻隧道 - 戶草隧道 - 坂口新田隧道 |      | 長野縣飯綱町、信濃町、新潟縣妙高市                                                     | 1888年 | 長野與關山之間的信越本線上的3座磚造與石造隧道。 |
| 2013_13 （页面存档备份，存于） | 綠地西橋 |      | 大阪府大阪市                                                                           | 1873年 | 日本現存最古老的鐵橋，係將舊心齋橋移設於此。 |
| 2013_14 （页面存档备份，存于） | 大河原發電廠與大河原取水堰 |      | 京都府南山城村                                                                         | 1919年 | 修建在木津川彎曲處的自然流入式水力發電設施。 |
| 2013_15 （页面存档备份，存于） | 藥水拱橋 |      | 奈良縣大淀町                                                                           | 1912年 | 磚造拱橋側面類似拱門並裝有匾額，壁柱為扶壁樣式。 |
| 2013_16 （页面存档备份，存于） | 十鄉橋 |      | 福井縣坂井市                                                                           | 1953年 | 日本現存最古老的預力混凝土公路橋。 |
| 2013_17 （页面存档备份，存于） | 安長土手（嵐鼻土手） |      | 鳥取縣鳥取市                                                                           | 13世紀以後 | 中世紀的河川堤防的一部分，周邊被開發為住宅區。 |
| 2013_18 （页面存档备份，存于） | 日谷山石塁 |      | 廣島縣廣島市                                                                           | 江戶時代中期—後期 | 為了防止寺院遭受泥石流或獸害而由信眾建設的石牆。 |
| 2013_19 （页面存档备份，存于） | 舊櫻谷發電廠 |      | 德島縣那賀町                                                                           | 1910年 | 利用自然地形修建的無壩發電廠，設有堆石取水口。 |
| 2013_20 （页面存档备份，存于） | 洗玉眼鏡橋 |      | 福岡縣八女市                                                                           | 1893年 | 八代石匠橋本勘五郎最後建設的石拱橋，設有鞘石牆。 |
| 2013_21 （页面存档备份，存于） | 轟泉水道 |      | 熊本縣宇土市                                                                           | 1663年 | 將水從轟泉引入宇土城城下町的石管上水渠。 |
| 2014_01 （页面存档备份，存于） | 新釧路川 |      | 北海道釧路市、釧路町                                                                   | 1931年 | 防止釧路市內發生洪水以及釧路港堆沙而開鑿的水路。 |
| 2014_02 （页面存档备份，存于） | 松前港福山碼頭 |      | 北海道松前町                                                                           | 1875年 | 北海道最早期的混凝土碼頭，用了部分松前城石牆。 |
| 2014_03 （页面存档备份，存于） | 仙山線鐵道設施群： - 第二廣瀨川橋梁（熊根鐵橋） - 新川川橋梁 - 荒澤川橋梁 - 仙山隧道、同信号所（面白山隧道） - 山寺站轉車盤 - 作並站轉車盤 - 作並機關區 - 奧新川直流變電所（奧新川變電區） - 交流電化發祥地紀念碑 |      | 宮城縣仙台市、山形縣山形市                                                             | 1928年—1955年 | 東北地區最初的直流電化鐵路，交流電化的發祥地。 |
| 2014_04 （页面存档备份，存于） | 成宗電車第一、第二隧道 |      | 千葉縣成田市                                                                           | 1910年 | 兩座形態幾乎相同的磚造鐵路隧道。 |
| 2014_05 （页面存档备份，存于） | 羽村取水堰（投渡堰） |      | 東京都羽村市                                                                           | 1909年 | 對東京的發展作出了重要貢獻的水利設施。 |
| 2014_06 （页面存档备份，存于） | 日光稻荷川流域攔砂壩群： - 稻荷川第2至第13攔砂壩 - 釜澤下游攔砂壩 - 釜澤攔砂壩 - 小米平攔砂壩 - 天狗澤攔砂壩 |      | 栃木縣日光市                                                                           | 1920年—1937年 | 在攔砂壩的技術更新期建設的堰堤群。 |
| 2014_07 （页面存档备份，存于） | 信越線 太田切橋 |      | 新潟縣妙高市                                                                           | 1887年 | 為了在山谷中修建鐵路而建設的磚石結構的水路隧道。 |
| 2014_08 （页面存档备份，存于） | 水戶市低區配水塔 |      | 茨城縣水戶市                                                                           | 1932年 | 外有裝飾的鋼筋混凝土水塔，內有鋼製水槽。 |
| 2014_09 （页面存档备份，存于） | 江之島電鐵： - 軌道、發電設施、車輛 - 極樂洞（千歲開道） - 龍口寺前平交道 - 極樂寺站 - 鎌倉高校前站 |      | 神奈川縣藤澤市、鎌倉市                                                                 | 1902年 | 保有明治時期鐵路的風景，與湘南的景色融為一體。 |
| 2014_10 （页面存档备份，存于） | 敷島淨水場配水塔 |      | 群馬縣前橋市                                                                           | 1929年 | 前橋市敷島町的象徵，傳承上水道歷史的土木遺產。 |
| 2014_11 （页面存档备份，存于） | 堀切橋 |      | 埼玉縣行田市、鴻巢市                                                                   | 1933年 | 柱頭為尖頭或半球形，欄杆為三角形的藝術風格橋樑。 |
| 2014_12 （页面存档备份，存于） | 舊親不知隧道 |      | 新潟縣絲魚川市                                                                         | 1912年 | 在親不知的絶壁上開鑿的磚造隧道。 |
| 2014_13 （页面存档备份，存于） | 嫌谷攔砂壩群 |      | 岐阜縣中津川市                                                                         | 1884年 | 明治初期的堆石攔砂壩，包括完整的床固工與床止工。 |
| 2014_14 （页面存档备份，存于） | 舊稻葉地配水塔 |      | 愛知縣名古屋市                                                                         | 1937年 | 以16根支柱圍成的水塔，現在用作話劇排練廳。 |
| 2014_15 （页面存档备份，存于） | 舊餘部橋樑（餘部鐵橋） |      | 兵庫縣香美町                                                                           | 1912年 | 明治末期建設當時為東亞第一的橋樑。 |
| 2014_16 （页面存档备份，存于） | 砂山池、龍池揚水機場 |      | 滋賀縣豐鄉町                                                                           | 1913年 | 日本最早期的抽水蒸汽泵，為琵琶湖東岸的農業供水。 |
| 2014_17 （页面存档备份，存于） | 舊北陸本線隧道群 |      | 福井縣敦賀市、南越前町                                                                 | - 樫曲隧道、葉原隧道、鮒谷隧道、曾路地谷隧道、第一觀音寺隧道、第二觀音寺隧道、曲谷隧道、蘆谷隧道、伊良谷隧道、山中隧道、湯尾隧道：1896年 - 山中信号場折返式路線：1919年   | 舊北陸本線的最大難關，敦賀與今庄之間的隧道群。 |
| 2014_18 （页面存档备份，存于） | 小刀根隧道 |      | 福井縣敦賀市                                                                           | 1881年 | 國內技工修建的第2條，仍維持原形的最古老鐵路隧道。 |
| 2014_19 （页面存档备份，存于） | 来原岩樋 |      | 島根縣出雲市                                                                           | 1700年 | 日本現存最古老的運河閘之一，連接斐伊川與高瀨川。 |
| 2014_20 （页面存档备份，存于） | 熊井隧道 |      | 高知縣黑潮町                                                                           | 1905年 | 使用天然岩石與磚建設的隧道，坑口多處有裝飾。 |
| 2014_21 （页面存档备份，存于） | 細島驗潮場 |      | 宮崎縣日向市                                                                           | 1892年 | 明治時代設置的日本現存最古老的現役驗潮場。 |
| 2014_22 （页面存档备份，存于） | 湯野田橋 |      | 佐賀縣嬉野市                                                                           | 1888年 | 國道34號上的日本現在仍在使用的最古老的石拱橋。 |
| 2015_01 （页面存档备份，存于） | 茨戶川的岡崎式土塊護岸 |      | 北海道石狩市                                                                           | 1917年 | 岡崎文吉設計、建造的護岸，技術還傳到海外。 |
| 2015_02 （页面存档备份，存于） | 舊函館本線神居古潭隧道群 |      | 北海道旭川市                                                                           | - 神居古潭隧道：1897年 - 春志內隧道、伊納隧道：1928年 | 北海道官設鐵道建設的隧道，地形為膨脹性岩層。 |
| 2015_03 （页面存档备份，存于） | 東秋留橋 |      | 東京都秋留野市                                                                         | 1939年 | 6跨連續鋼筋混凝土拱橋，該類橋樑戰後極少建設。 |
| 2015_04 （页面存档备份，存于） | 大間港 |      | 新潟縣佐渡市                                                                           | 1892年 | 位於佐渡金山附近的港口，有橋墩、鋼架等設施。 |
| 2015_05 （页面存档备份，存于） | 足利市近代水道設施群： - 綠町配水場 配水池 - 綠町配水場 水道山紀念館（舊管理事務所） - 綠町配水場 接合井 - 綠町配水場 水道計量室 - 今福淨水場 泵房 |      | 栃木縣足利市                                                                           | 1930年 | 在都市計劃中作為生活衛生與工業化基礎的設施群。 |
| 2015_06 （页面存档备份，存于） | 元町、山手地區震災復興設施群： - 山手隧道 - 櫻道橋 - 西之橋 - 谷戶橋 - 打越橋 |      | 神奈川縣橫濱市                                                                         | 1926年—1928年 | 橫濱都市形成過程中發揮了重要作用的土木遺產。 |
| 2015_07 （页面存档备份，存于） | 筑波山纜索鐵路： - 筑波山山麓至山頂的鋼索鐵道 - 長峰隧道 |      | 茨城縣筑波市                                                                           | 1925年 | 筑波山觀光的交通設施，路線途中有90度轉向。 |
| 2015_08 （页面存档备份，存于） | 舊上野鐵道鬼澤橋梁 |      | 群馬縣富岡市、下仁田町                                                                 | 1897年 | 位於富岡繅絲場附近的鐵路橋，採用輕便鐵路規格。 |
| 2015_09 （页面存档备份，存于） | 飯沼水準原標石 |      | 千葉縣銚子市                                                                           | 1872年 | 日本最早的水準原標，是日本近代測量的出發點。 |
| 2015_10 （页面存档备份，存于） | 南向發電廠取水堰堤 |      | 長野縣駒根市                                                                           | 1929年 | 與水力發電廠相距約10公里的攔河壩，閘門可以轉動。 |
| 2015_11 （页面存档备份，存于） | 庄內用水元杁排水溝門 |      | 愛知縣名古屋市                                                                         | 1910年 | 為生活用水與船運開鑿的水渠的取水設施。 |
| 2015_12 （页面存档备份，存于） | 藏造川水路橋 |      | 長野縣鹽尻市                                                                           | 1906年 | 明治時代的磚造拱橋，建設鐵路時建造的跨線水道橋。 |
| 2015_13 （页面存档备份，存于） | 由良川橋 |      | 京都府舞鶴市、宮津市                                                                   | 1923年 | 建設當時為日本橋墩最多的混凝土橋墩鈑桁橋樑。 |
| 2015_14 （页面存档备份，存于） | 市原人道橋（舊市原橋） |      | 京都府京都市                                                                           | 1912年 | 日本現存的鋼筋混凝土拱橋的先驅。 |
| 2015_15 （页面存档备份，存于） | 別所砂留 |      | 廣島縣福山市                                                                           | 1764年以前 | 福山藩修建的一系列攔砂壩，一條溪上有30座以上。 |
| 2015_16 （页面存档备份，存于） | 百間川治水設施群 |      | 岡山縣岡山市                                                                           | - 一之荒手、二之荒手：1687年 - 米田舊堤防：1687年以後 - 大水尾舊堤：1692年以前                                                                                            | 全線為旭川的洩洪道，江戶時代建設的治水系統。 |
| 2015_17 （页面存档备份，存于） | 三成壩 |      | 島根縣奧出雲町                                                                         | 1954年 | 日本最早期的拱形壩之一。 |
| 2015_18 （页面存档备份，存于） | 新川橋梁 |      | 香川縣三木町                                                                           | 1911年 | 有階梯狀堆石橋墩的鐵路橋，以應對將來的複線化。 |
| 2015_19 （页面存档备份，存于） | 第一白川橋梁 |      | 熊本縣南阿蘇村                                                                         | 1927年 | 原為日本橋距最長的拱肩支架鋼拱橋，2021年解除。 |
| 2015_20 （页面存档备份，存于） | 立野橋梁 |      | 熊本縣南阿蘇村                                                                         | 1924年 | 鐵道省建設的鋼鈑樑橋，有3座30餘米的高架鋼橋墩。 |
| 2015_21 （页面存档备份，存于） | 五瀨川疊堤 |      | 宮崎縣延岡市                                                                           | 1920年—1934年 | 僅在長良川、揖保川與五瀨川沿岸存在的堤防。 |
| 2016_01 （页面存档备份，存于） | 舊網走線鐵道設施群 |      | 北海道陸別町、本別町                                                                   | - 陸別站轉車盤：1910年 - 本別川橋梁：1908年 | 明治時期建設的土木遺產完好保存了當時鐵路技術。 |
| 2016_02 （页面存档备份，存于） | 開拓使三角測量基線 |      | 北海道苫小牧市、鵡川町、北斗市、函館市                                                 | - 勇拂基線（勇拂基點、鵡川基點）：1873年 - 函館助基線（一本木基點、龜田基點）：1875年                                                                                     | 利用近代測量技術繪製地圖時設置的三角測量基線。 |
| 2016_03 （页面存档备份，存于） | 磐越西線鐵道設施群： - 新津站轉車盤 - 早出川橋梁 - 深戶橋梁 - 平瀨隧道 - 德澤橋梁 - 蟹澤橋梁 - 長谷川橋梁 - 釜之脇橋梁 - 一之戶川橋梁 - 慶德隧道 - 濁川橋梁 - 會津若松站轉車盤 - 舊翁島站本屋 - 郡山站轉車盤 |      | 福島縣西會津町、喜多方市、會津若松市、豬苗代町、郡山市、新潟縣新潟市、五泉市、阿賀町、 | 1904年—1922年 | 連接東北與關東的鐵路，有橋、隧道、轉車盤等。 |
| 2016_04 （页面存档备份，存于） | 四谷用水 |      | 宮城縣仙台市                                                                           | 1624年—1703年 | 利用廣瀨川河岸段丘的微地形修建的水渠。 |
| 2016_05 （页面存档备份，存于） | 十三湖水戶口突堤 |      | 青森縣五所川原市                                                                       | 1946年 | 岩木川的治水設施，解決了湖口阻塞導致浸水的問題。 |
| 2016_06 （页面存档备份，存于） | 鳴子壩 |      | 宮城縣大崎市                                                                           | 1957年 | 建設在複雜的破火山口地形處的混凝土拱形壩。 |
| 2016_07 （页面存档备份，存于） | 渡良瀨溪谷鐵道相關設施群： - 第二渡良瀨川橋梁 - 第一松木川橋梁 - 小黑川橋梁 - 小中川橋梁 - 手振山架排水溝 - 第一神梅隧道 - 第二神梅隧道 - 笠松隧道 - （舊）琴平隧道 - 足尾站本屋 - 大間間站本屋 - 上神梅站本屋 - 神戶站本屋 - 間藤站舊折返式路線遺跡                                                                                             |      | 群馬縣綠市、桐生市、栃木縣日光市                                                       | 1912年—1930年 | 為將足尾銅山產銅運出而修建的足尾鐵道早期設施群。 |
| 2016_08 （页面存档备份，存于） | 響橋 |      | 神奈川縣橫濱市                                                                         | 1941年 | 修築在1940年東京奧運會馬拉松折返預定地點的橋樑。 |
| 2016_09 （页面存档备份，存于） | 江連用水舊溝 宮裏兩樋 |      | 茨城縣下妻市                                                                           | 1900年 | 江戶時代開鑿的水渠的分水設施，明治時期改為磚造。 |
| 2016_10 （页面存档备份，存于） | 南高橋 |      | 東京都中央區                                                                           | 1932年 | 都內最古老的鋼桁架公路橋，部分轉用自舊兩國橋。 |
| 2016_11 （页面存档备份，存于） | 信濃川 千手水力發電廠設施群： - 宮中取水壩 - 水路隧道 - 壓力隧道 - 淺河原調整池 - 千手發電廠 |      | 新潟縣十日町市                                                                         | 1938年—1954年 | 昭和初期為了實現鐵路網電氣化而建設的設施群。 |
| 2016_12 （页面存档备份，存于） | 小山樋門 |      | 千葉縣松戶市                                                                           | 1898年 | 3連磚造拱形水閘，千葉縣內現存最古老的磚造水閘。 |
| 2016_13 （页面存档备份，存于） | 湘南港： - 南防波護岸（塊狀直立護岸等） - 本船耐震岸壁 - 北防波堤 - 湘南港燈塔 - 東京奧運會聖火火炬 |      | 神奈川縣藤澤市                                                                         | 1964年 | 在1964年東京奧運會前修建並在奧運會中使用的港口。 |
| 2016_14 （页面存档备份，存于） | 榎戶新田橋樑 |      | 千葉縣八街市                                                                           | 1897年 | 修建鐵路時修築的拱橋，千葉縣最早期的磚拱橋之一。 |
| 2016_15 （页面存档备份，存于） | 向野橋 |      | 愛知縣名古屋市                                                                         | 1930年 | 1899年修在京都保津峽的桁架橋，移至該地作跨線橋。 |
| 2016_16 （页面存档备份，存于） | 名古屋港跳上橋 |      | 愛知縣名古屋市                                                                         | 1927年 | 名古屋港的鐵路可動橋，日本罕見的近代上開橋。 |
| 2016_17 （页面存档备份，存于） | 宮川堤 |      | 三重縣伊勢市                                                                           | 17世紀—18世紀 | 宮川下游的堤防，堤上種有樹木，也是賞櫻勝地。 |
| 2016_18 （页面存档备份，存于） | 三重高等農林學校農場給水井 |      | 三重縣津市                                                                             | 1924年 | 三重高等農林學校的教官與學生設置的農場灌溉設施。 |
| 2016_19 （页面存档备份，存于） | 百壽橋 |      | 奈良縣大和郡山市                                                                       | 1936年 | 郡山城護城河的鋼筋混凝土橋，由當地居民捐款修建。 |
| 2016_20 （页面存档备份，存于） | 舊國鐵五新線（未成線）鐵道結構群： - 新町高架橋 - 第一丹生川橋梁 |      | 奈良縣五條市                                                                           | 1959年 | 在紀伊山地中開通鐵路的構想所遺留的土木遺產。 |
| 2016_21 （页面存档备份，存于） | 火之山砲台 |      | 山口縣下關市                                                                           | 1891年 | 為了保衛關門海峽而修築的下關要塞的一部分。 |
| 2016_22 （页面存档备份，存于） | 宮內川青石護岸 |      | 愛媛縣八幡濱市                                                                         | 昭和初期 | 使用伊予青石的堆石護岸。 |
| 2016_23 （页面存档备份，存于） | 佐井川橋 |      | 福岡縣吉富町                                                                           | 1920年 | 早期的鋼筋混凝土橋，橋墩為井字，欄杆有圓形裝飾。 |
| 2016_24 （页面存档备份，存于） | 姶良橋 |      | 鹿兒島縣姶良市                                                                         | 1932年 | 具有罕見實體欄杆的鋼筋混凝土橋，橋長超過150米。 |
| 2017_01 （页面存档备份，存于） | 瀧之上發電廠設施群 |      | 北海道夕張市                                                                           | 1925年 | 利用岩石的自然落差發電，實現了煤炭產業的電氣化。 |
| 2017_02 （页面存档备份，存于） | 網走橋 |      | 北海道網走市                                                                           | 1934年 | 北海道內現存最古老的格柏鈑桁橋，曾進行過拓寬。 |
| 2017_03 （页面存档备份，存于） | 聖橋 |      | 東京都千代田區、文京區                                                                 | 1927年 | 關東大震災之後由山田守與成瀨勝武設計的拱橋。 |
| 2017_04 （页面存档备份，存于） | 京濱港碼頭 |      | 神奈川縣橫濱市                                                                         | 1926年 | 罕見的乾碼頭，在日本同種碼頭中製造了最多的沉箱。 |
| 2017_05 （页面存档备份，存于） | JR上越線清水隧道相關設施群： - 清水隧道 - 新清水隧道 - 湯檜曾展線 - 松川展線 - 土合站內土合斜坑 - 湯檜曾橋梁 - 毛渡澤橋梁（上行線） |      | 群馬縣水上町、新潟縣湯澤町                                                             | - 清水隧道等：1931年 - 新清水隧道等：1967年 | 高技術的隧道與展線，打通谷川連峰連接東京與新潟。 |
| 2017_06 （页面存档备份，存于） | 萬內川攔砂壩群、日影澤床固工群 |      | 新潟縣妙高市                                                                           | 1921年—1934年 | 利用當地產的岩石建造的階梯狀堆石攔砂壩。 |
| 2017_07 （页面存档备份，存于） | 龜甲橋 |      | 山梨縣山梨市                                                                           | 1933年 | 山梨縣內罕見的3連下路式鋼拱橋，秩父往還的要衝。 |
| 2017_08 （页面存档备份，存于） | 東武鐵道渡良瀨川橋梁、砥川橋梁 |      | 栃木縣日光市、佐野市、群馬縣館林市                                                     | - 渡良瀨川橋梁：1914年左右 - 砥川橋梁：1896年 | 2座美國製進口鋼桁架橋，有堆石橋墩。 |
| 2017_09 （页面存档备份，存于） | 里川水系水力發電廠群： - 中里發電廠 - 里川發電廠 - 賀美發電廠 - 小里川發電廠 - 德田發電廠 - 舊町屋變電所 |      | 茨城縣常陸太田市、日立市                                                               | 1908年—1926年 | 茨城縣內最早期的電源開發途中建設的發電廠群。 |
| 2017_10 （页面存档备份，存于） | 玉川橋 |      | 埼玉縣都幾川町                                                                         | 1921年 | 都幾川上的埼玉縣最初的鋼筋混凝土拱橋。 |
| 2017_11 （页面存档备份，存于） | 綠橋防潮水門 |      | 三重縣御濱町                                                                           | 1918年 | 建在市木川河口處的磚石造防潮堤，兼有橋樑功能。 |
| 2017_12 （页面存档备份，存于） | 駿府御圍堤（薩摩土手） |      | 靜岡縣靜岡市                                                                           | 1600年左右 | 德川家康擴張駿府城時修建，防範安倍川的洪水。 |
| 2017_13 （页面存档备份，存于） | 往生地淨水場 |      | 長野縣長野市                                                                           | 1915年 | 長野市的水道創設工程中建設的市內最古老的淨水場。 |
| 2017_14 （页面存档备份，存于） | 樫野埼燈塔 |      | 和歌山縣串本町                                                                         | 1870年 | 古座川產的宇津木石建的日本最初的西洋式回轉燈塔。 |
| 2017_15 （页面存档备份，存于） | 奈良市水道相關設施群 |      | 奈良縣奈良市、京都府木津川市                                                           | - 木津淨水場、奈良坂計量室、高地區配水池：1922年 - 市坂泵房：1957年 | 保有建設時外觀的水池、計量室等，部分改造為商店。 |
| 2017_16 （页面存档备份，存于） | 鵬雲洞、毛見隧道 |      | 和歌山縣和歌山市                                                                       | - 鵬雲洞：1911年 - 毛見隧道：1925年 | 貫穿船尾山的有軌電車與縣道的隧道，使用紀州青石。 |
| 2017_17 （页面存档备份，存于） | 前河原橋樑 |      | 滋賀縣米原市                                                                           | 1889年 | 用特殊規格紅磚建設的鐵路橋，拱形基部有石材裝飾。 |
| 2017_18 （页面存档备份，存于） | 竹野川橋樑、田君川橋樑 |      | 兵庫縣豐岡市、新溫泉町                                                                 | - 竹野川橋樑：1911年 - 田君川橋樑：1912年 | 日本現存的3座格子狀鋼架鐵路橋其中的兩座。 |
| 2017_19 （页面存档备份，存于） | 大阪京都間鐵道的磚拱渠群 |      | 京都府京都市、長岡京市、大山崎町、大阪府高槻市、茨木市、大阪市                         | - 樋口暗渠、圓妙寺暗渠、馬場丁川暗渠、後藤川避溢橋、藪花跨道橋：1875年 - 奧田之端暗渠、尻戶三避溢橋、門前跨道橋、七反田拱渠、老辻拱渠：1876年                             | 有切圓拱或扭轉拱橋等特殊型態的磚造鐵路橋與隧道。 |
| 2017_20 （页面存档备份，存于） | 金慶橋 |      | 兵庫縣神戶市                                                                           | 1961年 | 收費公路的公路橋，結構強度加強材使用了鋁合金。 |
| 2017_21 （页面存档备份，存于） | 山陰道的石板路 |      | 鳥取縣岩美町                                                                           | - 駟馳山峠：1812年 - 蒲生峠：1892年以前 | 改造通行困難的山路時鋪設的石板路。 |
| 2017_22 （页面存档备份，存于） | 府能隧道 |      | 德島縣佐那河內村、神山町                                                               | 1923年 | 有石材裝飾的磚造隧道，與德島市的交通節點。 |
| 2017_23 （页面存档备份，存于） | 中島川變流部護岸 |      | 長崎縣長崎市                                                                           | 1889年 | 第一次長崎港改修工程中現存的唯一遺跡。 |
| 2018_01 （页面存档备份，存于） | 山線鐵橋 |      | 北海道千歲市                                                                           | 1899年 | 千歲川上的雙瓦倫式鋼桁架橋，道內最古老的鋼橋。 |
| 2018_02 （页面存档备份，存于） | 苫小牧港大規模港灣設施 |      | 北海道苫小牧市                                                                         | - 掘込水道：1963年 - 西防波堤：1964年 - 東防波堤：1967年 | 在沙灘與原野上修築的世界最初的深入內陸式港口。 |
| 2018_03 （页面存档备份，存于） | 油壺驗潮場舊建屋 |      | 神奈川縣三浦市                                                                         | 1894年 | 日本水準原點的海拔校準點，代表早期的測量技術。 |
| 2018_04 （页面存档备份，存于） | 北用水排水溝門 |      | 茨城縣利根町                                                                           | 1900年 | 小貝川治水的唯一遺跡，茨城縣現存最古老的磚樋門。 |
| 2018_05 （页面存档备份，存于） | 橫濱港鎚頭起重機 |      | 神奈川縣橫濱市                                                                         | 1914年 | 建設超過百年的日本起重機的先驅，是橫濱港的基礎。 |
| 2018_06 （页面存档备份，存于） | 上毛電氣鐵道相關設施群： - 西桐生站站舍 - 渡良瀨川橋梁 - 粕川橋梁 - 荒砥川橋梁 - 大胡電車庫 |      | 群馬縣桐生市、綠市、前橋市                                                             | 1928年 | 在凱瑟琳颱風受災後成功復興的地方鐵路。 |
| 2018_07 （页面存档备份，存于） | 鬼怒川發電廠 黑部壩 |      | 栃木縣日光市                                                                           | 1913年 | 日本最早的發電用重力式混凝土壩，壩體為曲線形。 |
| 2018_08 （页面存档备份，存于） | 村田川橋樑 |      | 千葉縣千葉市、市原市                                                                   | 1912年 | 原為國鐵東海道本線大井川橋樑，1963年移設此處。 |
| 2018_09 （页面存档备份，存于） | 小河內壩 |      | 東京都奧多摩町                                                                         | 1957年 | 日本最大的上水道專用壩，為東京提供穩定的水源。 |
| 2018_10 （页面存档备份，存于） | 千貫樋 |      | 埼玉縣埼玉市                                                                           | 1904年 | 在埼玉縣內罕見的2連拱形磚造樋管。 |
| 2018_11 （页面存档备份，存于） | 宇津谷隧道群 |      | 靜岡縣靜岡市、藤枝市                                                                   | - 明治隧道：1876年 - 大正隧道：1930年 - 昭和隧道：1959年 | 位於宇津之谷峠的3座隧道，日本第二古老的近代隧道。 |
| 2018_12 （页面存档备份，存于） | 上麻生發電廠取水堰堤 |      | 岐阜縣白川町                                                                           | 1926年 | 日本現存最古老的圓門發電用取水堰堤。 |
| 2018_13 （页面存档备份，存于） | 御成橋 |      | 靜岡縣沼津市                                                                           | 1937年 | 狩野川上的一體化鋼橋，位於通往伊豆的觀光公路上。 |
| 2018_14 （页面存档备份，存于） | 辰巳用水相關設施群： - 辰巳用水東岩取水口 - 隧道部 - 橫穴 - 三段石牆 - 開水路 - 暗渠 - 兼六園專用水路 - 用水管理道 - 伏越設施遺跡 |      | 石川縣金澤市                                                                           | 1632年以後 | 利用台地地形修建的水利設施群，滋潤了金澤城。 |
| 2018_15 （页面存档备份，存于） | 阪堺電氣軌道相關設施群： - 路面電車軌道、車輛 - 姬松站、住吉站站舍、電桿、停留場鐵軌支柱 - 大和川橋梁 |      | 大阪府大阪市、堺市                                                                     | - 上町線：1900年 - 阪堺線：1911年 - 阪堺電氣軌道161形電車：1928年 | 明治中後期建好的有軌電車，包括橋樑、車站等。 |
| 2018_16 （页面存档备份，存于） | 阪神大地震受災結構群： - 震災資料保管庫收藏、展示的受災阪神高速道路結構 - 神戶港震災紀念公園殘留的受災港灣設施 - 濱手繞道受災結構展示紀念館 - 須磨海濱公園展示的受災道路結構 - 水科學博物館收藏、展示的受災水道管 - 防災未來中心展示的受災道路結構 - 東水環境中心收藏、展示的受災下水道結構                                                      |      | 兵庫縣神戶市                                                                           | 1995年 | 在阪神大地震中神戶市內受災的主要建築物的遺跡群。 |
| 2018_17 （页面存档备份，存于） | 中之島S字橋 |      | 大阪府大阪市                                                                           | 1964年 | 早期的曲線桁橋，考慮到周邊的橋樑和風景作出設計。 |
| 2018_18 （页面存档备份，存于） | 江埼燈塔 |      | 兵庫縣淡路市                                                                           | 1871年 | 西洋式燈塔，日本現存燈塔中第三古老的石造燈塔。 |
| 2018_19 （页面存档备份，存于） | 近鐵道明寺線鐵道結構群： - 第1號溝橋 - 第2號溝橋 - 奈良街道陸橋 - 大和川橋梁 |      | 大阪府柏原市、藤井寺市                                                                 | 1898年 | 開通已120年且保存完好的現役鐵路設施。 |
| 2018_20 （页面存档备份，存于） | 業平橋 |      | 兵庫縣蘆屋市                                                                           | 1925年 | 大正時期建設的橋樑，位於國道2號線上。 |
| 2018_21 （页面存档备份，存于） | 吳鎮守府地下設施群 |      | 廣島縣吳市                                                                             | 1945年左右 | 二戰時建設的戰壕，在太平洋戰争末期起了重要作用。 |
| 2018_22 （页面存档备份，存于） | 吉野川橋 |      | 德島縣德島市                                                                           | 1928年 | 吉野川上由增田淳設計的17跨瓦倫式鋼桁架橋。 |
| 2018_23 （页面存档备份，存于） | 曲淵壩 |      | 福岡縣福岡市                                                                           | 1923年 | 神戶、長崎以外的第一座高度超過30米的水道專用壩。 |
| 2018_24 （页面存档备份，存于） | 平熊石洗越 |      | 鹿兒島縣霧島市                                                                         | 1777年以前 | 為了防止河流流入農業用水渠所修建的石拱橋。 |
| 2019_01 （页面存档备份，存于） | 岩松壩 |      | 北海道新得町                                                                           | 1942年 | 利用十勝川豐富的水量進行發電而建設的水壩。 |
| 2019_02 （页面存档备份，存于） | 舊運河橋 |      | 北海道石狩市                                                                           | 1936年 | 北海道最古老的早期焊接單純鋼鈑桁橋。 |
| 2019_03 （页面存档备份，存于） | 舊浦村鐵橋： - 岩田橋 - 不動澤橋 - 舊越路橋 |      | 新潟縣長岡市                                                                           | 1898年 | 原為信越本線的信濃川鐵路橋，後被拆成3座橋樑。 |
| 2019_04 （页面存档备份，存于） | 日本水準原點與日本水準原點標庫 |      | 東京都千代田區                                                                         | 1891年 | 陸地測量部設置的原点標與石屋，日本的海拔基準點。 |
| 2019_05 （页面存档备份，存于） | 鹿島港整備相關設施群 |      | 茨城縣神栖市                                                                           | - 船溜南防波堤（試驗堤）：1963年 - 居切島：1968年 - 鹿島港：1969年 | 位於鹿島臨海工業地帶中心的大規模深入內陸式港口。 |
| 2019_06 （页面存档备份，存于） | 瀧之鼻橋 |      | 埼玉縣都幾川町                                                                         | 1925年 | 都幾川上的鋼製瓦倫式桁架橋，桁架為E字鋼鉚接。 |
| 2019_07 （页面存档备份，存于） | 土合攔砂壩 |      | 群馬縣水上町                                                                           | 1941年 | 群馬縣內最早的拱形攔砂壩，位於湯檜曾川上。 |
| 2019_08 （页面存档备份，存于） | 舊熱海線鐵道設施群： - 酒匂川橋梁 - 白絲川橋梁 - 丹那隧道 - 桑原川橋梁 |      | 神奈川縣小田原市、靜岡縣熱海市、函南町                                                 | 1934年 | 大正至昭和時期建設的鐵路設施，曾經歷關東大震災。 |
| 2019_09 （页面存档备份，存于） | 舊國鐵足利站站舍 |      | 栃木縣足利市                                                                           | 1933年 | 昭和初期建造的站舍，具有昭和摩登風格。 |
| 2019_10 （页面存档备份，存于） | 上藏攔砂壩 |      | 長野縣大鹿村                                                                           | - 本堰堤：1954年 - 副壩：1967年 | 用花崗岩切石造成的堆石與混凝土混合拱形壩。 |
| 2019_11 （页面存档备份，存于） | 忠節橋 |      | 岐阜縣岐阜市                                                                           | 1948年 | 位於岐阜市區重要節點的加肋支撐型平衡型鋼拱橋。 |
| 2019_12 （页面存档备份，存于） | 揖斐大橋 |      | 岐阜縣大垣市、安八町                                                                   | 1933年 | 6連曲線瓦倫式桁架橋，位於蕭條時期建設的岐垣國道。 |
| 2019_13 （页面存档备份，存于） | 賀茂川、鴨川河川的群： - 玉石張 - 雜割石練積低水護岸 - 床止堰堤 - 身濯川 |      | 京都府京都市                                                                           | 1947年 | 日本屈指的河流風景與親水空間，考慮到風景而設計。 |
| 2019_14 （页面存档备份，存于） | 嵯峨野觀光鐵道建築群： - 龜山隧道 - 清瀧隧道 - 朝日隧道 - 第二地藏隧道 - 保津川橋梁 |      | 京都府京都市、龜岡市                                                                   | 1899年 | 由京都鐵道鋪設鐵路時修建的隧道群與橋樑群。 |
| 2019_15 （页面存档备份，存于） | 關西本線三鄉至河內堅上區間橋梁群： - 第三大和川橋梁 - 第四大和川橋梁 |      | 奈良縣三鄉町、王寺町、大阪府柏原市                                                     | 1932年 | 為了繞行龜之瀨滑坡建設的鐵路結構，具有特殊形態。 |
| 2019_16 （页面存档备份，存于） | 京都市於戰前建設的兒童公園群： - 紫野宮西兒童公園 - 紫野柳兒童公園 - 小松原兒童公園 - 橘兒童公園 - 下鴨森前兒童公園 - 下鴨膳部兒童公園 - 高原兒童公園 - 地藏本兒童公園 - 萩兒童公園 - 西之京兒童公園 - 六條院兒童公園 - 比永城兒童公園 - 南部兒童公園                                                                                            |      | 京都府京都市                                                                           | 1935年—1942年 | 具有對稱配置的一系列公園，園內有廣播塔等。 |
| 2019_17 （页面存档备份，存于） | 平野橋 |      | 大阪府大阪市                                                                           | 1935年 | 世界最初的反朗格式橋樑，建設在東橫堀川上。 |
| 2019_18 （页面存档备份，存于） | 逆瀨川砂防設備 |      | 兵庫縣寶塚市                                                                           | 1934年左右 | 赤木正雄設計的日本最早的河流防砂工程。 |
| 2019_19 （页面存档备份，存于） | 七川壩 |      | 和歌山縣古座川町                                                                       | 1956年 | 多用途混凝土重力壩，有日本最古老的高壓洩洪門。 |
| 2019_20 （页面存档备份，存于） | 大砂川隧道 |      | 滋賀縣湖南市                                                                           | 1889年 | 穿過懸河大砂川的磚石造鐵路隧道。 |
| 2019_21 （页面存档备份，存于） | 琵琶湖疏水鴨川運河設施群： - 疏水水路 - 橋梁群 - 樋門 - 三之橋放水路制水門 - 七瀨川放水路 |      | 京都府京都市                                                                           | 1894年—1922年左右 | 有橋樑群的獨特風景。 |
| 2019_22 （页面存档备份，存于） | 上津屋橋 |      | 京都府八幡市、久御山町                                                                 | 1953年 | 日本罕見的大型木造流失橋，具有獨特風景。 |
| 2019_23 （页面存档备份，存于） | 用鄉林道 七曲 |      | 岡山縣新見市                                                                           | 1912年 | 堆石森林道路，傳說由外來技工與當地石匠合作建設。 |
| 2019_24 （页面存档备份，存于） | 大原橋 |      | 岡山縣岡山市                                                                           | 1942年 | 戰前最長的鋼筋混凝土洛澤式桁橋，室戶颱風後興建。 |
| 2019_25 （页面存档备份，存于） | 麻生堰 |      | 高知縣四萬十市                                                                         | 江戶時代前期 | 野中兼山設計的曲線形斜堰，保有建設當時的樣子。 |
| 2019_26 （页面存档备份，存于） | 上椎葉壩 |      | 宮崎縣椎葉村                                                                           | 1955年 | 日本最初的大型拱壩，為九州地區提供電力。 |
| 2019_27 （页面存档备份，存于） | 川畑井堰 |      | 鹿兒島縣南薩摩市                                                                       | 1751年—1763年 | 日本唯一現存的石造階梯狀取水堰堤，宝曆時期建。 |
| 2019_28 （页面存档备份，存于） | 若松港築港相關設施群： - 東海岸係船護岸 - 東海岸通護岸 - 若松南海岸物揚場 - 辯才天上陸場 - 出入船舶監視所遺跡 - 測量基準点 |      | 福岡縣北九州市                                                                         | 1890年—1935年左右 | 筑豐煤田產煤的輸出港，曾為日本最大的煤炭輸出港。 |
| 2020_01 （页面存档备份，存于） | 金山壩 |      | 北海道南富良野町                                                                       | 1967年 | 具有浮動式取水口的多用途中空重力式壩。 |
| 2020_02 （页面存档备份，存于） | 神居大橋 |      | 北海道旭川市                                                                           | 1938年 | 建設在神居古潭景區的吊橋，最初為木製桁架橋。 |
| 2020_03 （页面存档备份，存于） | 馬淵川放水路 |      | 青森縣八戶市                                                                           | 1950年 | 對河口處進行改造，為八戶市的發展提供了基礎。 |
| 2020_04 （页面存档备份，存于） | 寺坂橋 |      | 埼玉縣本庄市                                                                           | 1889年 | 埼玉縣內最古老的石拱橋，現為公路橋。 |
| 2020_05 （页面存档备份，存于） | 鷺石橋 |      | 群馬縣沼田市                                                                           | 1929年 | 群馬縣現存唯一的普拉特式鋼桁架橋，位於利根川。 |
| 2020_06 （页面存档备份，存于） | 表參道櫸樹林蔭道（赤坂杉並線） |      | 東京都澀谷區、港區                                                                     | 1921年 | 原為明治神宮參道的寬闊櫸樹林蔭路。 |
| 2020_07 （页面存档备份，存于） | 日光紅葉坂 |      | 栃木縣日光市                                                                           | - 第1紅葉坂：1954年 - 第2紅葉坂：1965年 | 日本最初的縣營工程以及最早期的觀光公路。 |
| 2020_08 （页面存档备份，存于） | 佐伯橋 |      | 山梨縣都留市                                                                           | 1927年 | 山梨縣內罕見的戰前建造的上路式固定加肋鋼拱橋。 |
| 2020_09 （页面存档备份，存于） | 栃原滑坡第1號集水井 |      | 新潟縣柏崎市                                                                           | 1955年 | 日本最早的集水井。 |
| 2020_10 （页面存档备份，存于） | 橫濱港新港碼頭關東大震災復興岸壁群： - 橫濱港新港碼頭地區7號、8號岸壁 - 橫濱港新港碼頭地區左碼頭護岸（先端海壁） - 橫濱港新港碼頭地區3號、4號護岸 |      | 神奈川縣橫濱市                                                                         | 1925年 | 花1年半重建的港口，日本最初的近代港口重建工程。 |
| 2020_11 （页面存档备份，存于） | 秦野、曾屋水道設施群 |      | 神奈川縣秦野市                                                                         | - 呂號水源開口部：1888年 - 波號水源開口部：1914年 - 大正配水池、泵房：1925年 - 昭和配水池：1960年 - 水泵、上水道用陶管等展示物：1926年等                                  | 日本最初主要由居民建設的簡易水道。 |
| 2020_12 （页面存档备份，存于） | 常盤橋 |      | 東京都千代田區、中央區                                                                 | 1926年 | 影響東京河川設計思路的2連拱橋，關東大震災後建設。 |
| 2020_13 （页面存档备份，存于） | 黑部壩 |      | 富山縣立山町、黑部市、長野縣大町市                                                     | 1963年 | 水力發電用的大型貯水池，附有隧道、鐵軌等設施。 |
| 2020_14 （页面存档备份，存于） | 狩野川放水路 |      | 静岡縣伊豆之國市、沼津市                                                               | 1965年 | 建設省建設的3大洩洪道之一，以防止狩野川的水災。 |
| 2020_15 （页面存档备份，存于） | 中川運河 |      | 愛知縣名古屋市                                                                         | 1932年 | 連接名古屋港與鐵道的運河，位於名古屋工業地區。 |
| 2020_16 （页面存档备份，存于） | 五六閘門 |      | 岐阜縣瑞穗市                                                                           | 1907年 | 為了防止水倒灌入牛牧輪中修建的人造石水閘。 |
| 2020_17 （页面存档备份，存于） | 大樓、高架公路、地鐵站的一体化： - 船場中央大樓 - 大阪市道築港深江線 - 阪神高速道路 - Osaka Metro中央線本町站 - Osaka Metro中央線堺筋本町站 |      | 大阪府大阪市                                                                           | 1970年 | 一體化商店大樓，位於小型批發店集中的船場地區。 |
| 2020_18 （页面存档备份，存于） | 大阪狹山市內南海電鐵磚造暗渠群： - 第40号暗渠 - 第41号暗渠 - 狭山里道暗渠 - 第42号暗渠 - 狭山里道架道橋 - 第43号暗渠 - 東除川暗渠 |      | 大阪府大阪狹山市                                                                       | 1898年 | 高野線狹山站至大阪狹山市站間的磚造暗渠群。 |
| 2020_19 （页面存档备份，存于） | 阪急電鐵神戶市內線高架橋： - 原田拱橋 - 灘站前拱橋 - 灘拱橋 - 王子公園站至神戶三宮站間鋼筋混凝土高架橋 |      | 兵庫縣神戶市                                                                           | 1936年 | 阿部美樹志設計的鋼筋混凝土高架橋，擁有曲線造型。 |
| 2020_20 （页面存档备份，存于） | 姬路市營單軌線遺跡群： - 舊手柄山站站舍（手柄山交流站） - 單軌鐵路轉向架的室外展示 - 全鋁合金製鉚接車2輛 |      | 兵庫縣姬路市                                                                           | 1966年 | 連接手柄山中央公園與姬路站的日本最初的市營單軌。 |
| 2020_21 （页面存档备份，存于） | 豐岡市水道創設期的設施 |      | 兵庫縣豐岡市                                                                           | - 二見水源、荒船淨水場：1920年 - 舊神武山配水池：1922年 | 舊城崎町與舊豐岡町的上水道創設期建設的設施。 |
| 2020_22 （页面存档备份，存于） | 笹生川壩 |      | 福井縣大野市                                                                           | 1957年 | 日本最初利用三維應力分析法設計的節省材料水壩。 |
| 2020_23 （页面存档备份，存于） | 出合橋 |      | 廣島縣安藝太田町                                                                       | 1935年 | 位於三段峽入口的鋼筋混凝土一體化拱橋。 |
| 2020_24 （页面存档备份，存于） | 三架橋 |      | 香川縣觀音寺市                                                                         | 1935年 | 位於琴彈八幡宮門前町的3連鋼筋混凝土一體化拱橋。 |
| 2020_25 （页面存档备份，存于） | 八代石造干拓設施群： - 高島新地舊堤防跡 - 大鞘樋門群 - 七百町新地樋門跡 - 舊郡築新地甲号樋門 - 郡築二番町樋門 - 潮受堤防 |      | 熊本縣八代市                                                                           | 1816年—1938年 | 八代干拓工程中建設的閘門群與堤防。 |
| 2020_26 （页面存档备份，存于） | 宮內原用水雙穴式隧道群 |      | 鹿兒島縣霧島市                                                                         | 1716年 | 採用罕見的兩條隧道並行形式的水利設施。 |
| 2021_01 （页面存档备份，存于） | 糠平壩 |      | 北海道上士幌町                                                                         | 1956年 | 利用大型機械與混凝土的高溫固結技術建成的重力壩。 |
| 2021_02 （页面存档备份，存于） | 彈丸道路（札幌千歲間道路） |      | 北海道札幌市、北廣島市、惠庭市、千歲市                                                 | 1953年 | 在寒冷地區利用先進技術設計的公路。 |
| 2021_03 （页面存档备份，存于） | 北上川上游綜合開發水壩群 |      | 岩手縣花卷市、西和賀町、盛岡市、奧州市                                                 | - 田瀨壩：1954年 - 湯田壩：1964年 - 四十四田壩：1968年 - 御所壩：1981年 - 石淵壩：1953年                                                                                  | 具有治水、發電、灌溉、上水道等功能的多用途壩群。 |
| 2021_04 （页面存档备份，存于） | 只見線鐵道設施群： - 大川橋梁 - 宮川橋梁 - 瀧谷川橋梁 - 第一只見川橋梁 - 第二只見川橋梁 - 大谷川橋梁 - 阿寺澤橋梁 - 第二左靭橋梁 - 山中澤橋梁 - 第三只見川橋梁 - 細越橋梁 - 第四只見川橋梁 - 第五只見川橋梁 - 第二西谷橋梁 - 第八只見川橋梁 - 六十里越隧道 - 第四平石川橋梁                                                                      |      | 福島縣會津若松市、會津美里町、柳津町、三島町、金山町、只見町、新潟縣魚沼市             | 1925年—1971年 | 連通福島與新潟兩縣，穿過豪雪地帶的生命線。 |
| 2021_05 （页面存档备份，存于） | 渡良瀨川上游足尾的攔砂壩群： - 井戶澤口攔砂壩 - 深澤上流攔砂壩 - 深澤攔砂壩 - 仁田元攔砂壩 - 內籠川一号攔砂壩 - 深澤一号攔砂壩 - 神子內攔砂壩 - 足尾攔砂壩 - 井戶澤攔砂壩 - 井戶澤下流攔砂壩 - 松木川一号攔砂壩 - 松木川二号攔砂壩 - 松木川三号攔砂壩                                                                                            |      | 栃木縣日光市                                                                           | 1940年—1970年 | 日本最大規模的攔砂壩群，可減輕泥石流的危害。 |
| 2021_06 （页面存档备份，存于） | 圓上寺隧道 |      | 新潟縣長岡市                                                                           | 1915年 | 日本最古老的混凝土河流隧道之一。 |
| 2021_07 （页面存档备份，存于） | 塔之澤發電廠與相關設施 |      | 神奈川縣箱根町                                                                         | 1909年 | 使用當時最先進的發電設備與國內技術的水力發電廠。 |
| 2021_08 （页面存档备份，存于） | 六鄉水門 |      | 東京都大田区                                                                           | 1931年 | 經歷過多摩川改修工程的六鄉用水的水閘。 |
| 2021_09 （页面存档备份，存于） | 栗尾澤防砂設施群： - 溪流保全工 - 床固工 - 堰堤 |      | 埼玉縣小鹿野町                                                                         | - 2座：1916（大正5）年 - 6座：1933（昭和8）年 - 1座：1934（昭和9）年 - 1座：1935（昭和10）年                                                                              | 在當時的東日本罕見的堆石攔砂壩。 |
| 2021_10 （页面存档备份，存于） | 東山圓筒分水槽 |      | 富山縣魚津市                                                                           | 1954年 | 為經常乾旱的片貝川流域分配水源，位於虹吸管末端。 |
| 2021_11 （页面存档备份，存于） | 彩雲橋 |      | 愛知縣犬山市                                                                           | 1929年 | 木曾川支流鄉瀨川河口處的2連拱橋，位於犬山城腳下。 |
| 2021_12 （页面存档备份，存于） | 殿橋 |      | 愛知縣岡崎市                                                                           | 1927年 | 乙川上的12跨連續鋼筋混凝土桁橋，是岡崎市的象徵。 |
| 2021_13 （页面存档备份，存于） | 山川橋 |      | 岐阜縣川邊町                                                                           | 1937年 | 與川邊壩同期建設的格柏式鋼筋混凝土橋。 |
| 2021_14 （页面存档备份，存于） | 生駒鋼索線與生駒山上遊園地飛行塔 |      | 奈良縣生駒市                                                                           | - 寶山寺1号線：1918年 - 寶山寺2号線：1926年 - 山上線、生駒山上遊園地飛行塔：1929年                                                                                        | 日本最古老的觀光專用民營鐵路設施。 |
| 2021_15 （页面存档备份，存于） | 津守下水處理場1系水處理施設 |      | 大阪府大阪市                                                                           | 1940年 | 處理生活與工廠污水的設施，維持建成時的結構。 |
| 2021_16 （页面存档备份，存于） | 谷瀨吊橋 |      | 奈良縣十津川村                                                                         | 1954年 | 為當地居民提供出山道路而建設，同時也是觀光資源。 |
| 2021_17 （页面存档备份，存于） | 琵琶湖疏水（第1、第2、分線等） |      | 滋賀縣大津市、京都府京都市                                                             | - 第1疏水：1890年 - 第2疏水：1912年 - 疏水分線：1890年 - 扇壩放水路、草川、百百川、其他小水渠群：1890年左右                                                               | 明治時建設的多用途水渠，為京都的近代化作出貢獻。 |
| 2021_18 （页面存档备份，存于） | 關西本線木津川橋樑 |      | 京都府笠置町                                                                           | - 第1、3節：1897年 - 第2節：1926年 - 第4、5節：1953年 | 明治時期建設的橋樑，通過定期更新延長使用壽命。 |
| 2021_19 （页面存档备份，存于） | 舊成相池堰堤 |      | 兵庫縣南淡路市                                                                         | 1950年 | 為乾旱時確保農業用水而建造的粗石砂漿造重力壩。 |
| 2021_20 （页面存档备份，存于） | 和田旋回橋 |      | 兵庫縣神戶市                                                                           | 1899年 | 日本最早也是最古老的可動鐵路橋。 |
| 2021_21 （页面存档备份，存于） | 村田鶴建在湖北地區的隧道群 |      | 滋賀縣米原市、長濱市                                                                   | - 橫山隧道：1923年 - 谷坂隧道：1935年 | 設計中將磚與混凝土分開使用，對當地交通有貢獻。 |
| 2021_22 （页面存档备份，存于） | 遭到轟炸的建材的再利用橋樑 |      | 廣島縣廣島市、海田町                                                                   | - 本川橋：1949年 - 九十九橋：1950年 | 二戰之後利用遭受空襲的光海軍工廠建材建造的橋樑。 |
| 2021_23 （页面存档备份，存于） | 千賀居隧道 |      | 愛媛縣八幡濱市                                                                         | 1905年 | 環狀公路上的隧道，日本最古老的同型隧道之一。 |
| 2021_24 （页面存档备份，存于） | 緒方川的多連石拱橋群 |      | 大分縣豐後大野市                                                                       | - 緒方橋：1911年 - 鳴瀧橋：1922年 - 長瀨橋、原尻橋：1923年 - 柚木寺原橋：1928年                                                                                           | 在同一地區集中有2至6連的多種石拱橋。 |
| 2021_25 （页面存档备份，存于） | 花峯橋 |      | 宮崎縣日南市                                                                           | 1929年 | 罕見的木造方杖式公路橋之一。 |
| 2022_01 （页面存档备份，存于） | 室蘭港港湾施設群 |      | 北海道室蘭市                                                                           | - 舊大黑島燈塔：1926年 - 北防波堤：1927年 - 南防波堤：1938年 - 舊北荷碼頭：1940年 - 舊國鐵碼頭、本輪西碼頭、北日本碼頭：1959年 - 舊國鐵碼頭（北外防波堤沉箱流用）：1967年 | 遠東最大的煤炭輸出港，為日本的近代化作出貢獻。 |
| 2022_02 （页面存档备份，存于） | 標津橋 |      | 北海道標津町                                                                           | 1962年 | 日本唯一在拱肋處具有維倫德爾結構的橋樑。 |
| 2022_03 （页面存档备份，存于） | 舊茂喜登牛水路橋 |      | 北海道足寄町                                                                           | 1958年 | 建設当時為日本最大的預力混凝土桁水道橋之一。 |
| 2022_04 （页面存档备份，存于） | 福島石橋群： - 舊祓川橋 - 松川橋 - 甚念坊川2号橋 - 廣表眼鏡橋 - 大桂寺石橋 - 舊壁澤川石橋 - 明道橋 - 東根堰水路橋 - 不動川水管橋 |      | 福島縣福島市、川俣町、二本松市、伊達市、會津若松市                                     | 1772年—1914年 | 當地石匠習自信州與九州的技術，建於近代到明治期。 |
| 2022_05 （页面存档备份，存于） | 丸森橋 |      | 宮城縣丸森町                                                                           | 1929年 | 宮城縣內唯一建於戰前的三角桁架公路橋。 |
| 2022_06 （页面存档备份，存于） | 渡良瀨遊水地 |      | 栃木縣栃木市、小山市、野木町、群馬縣板倉町、茨城縣古河市、埼玉縣加須市                 | 1972年 | 日本最大的蓄洪治水設施之一。 |
| 2022_07 （页面存档备份，存于） | 豐海橋 |      | 東京都中央区                                                                           | 1927年 | 日本最早的鋼製維倫德爾橋，為關東大震災復興工程。 |
| 2022_08 （页面存档备份，存于） | 清水谷戶隧道 |      | 神奈川縣橫濱市                                                                         | - 上行線：1887年 - 下行線：1898年 | 日本現在仍在使用的最古老的磚造鐵路隧道。 |
| 2022_09 （页面存档备份，存于） | 豐川放水路 |      | 愛知縣豐川市、豐橋市                                                                   | 1965年 | 二戰後為了減少豐川的洪水危害而修建的洩洪道。 |
| 2022_10 （页面存档备份，存于） | 中川橋 |      | 愛知縣名古屋市                                                                         | 1930年 | 與中川運河同時竣工的大型繫拱橋，2022年改修。 |
| 2022_11 （页面存档备份，存于） | 波切的堆石結構群 |      | 三重縣志摩市                                                                           | 1860年—1930年 | 大王崎附近由當地石匠建設的港口與漁村堆石結構群。 |
| 2022_12 （页面存档备份，存于） | 揖保川疊堤 |      | 兵庫縣龍野市                                                                           | 1957年左右 | 考慮到當地居民賞景需要的特殊堤防。 |
| 2022_13 （页面存档备份，存于） | 大阪市水道創設期及擴張初期的設施群 |      | 大阪府大阪市                                                                           | - 大手前配水場：1893年 - 柴島淨水場1、2号取水塔：1914年 - 柴島淨水場3号取水塔：1930年 - 柴島淨水場舊第1配水泵房（水道紀念館）：1914(大正3)年                              | 象徵日本近代上水道創設與擴張的貴重土木遺產。 |
| 2022_14 （页面存档备份，存于） | 春日野道櫻橋 |      | 福井縣南越前町                                                                         | 1886年 | 連結嶺南與嶺北的春日野道上保存完好的橋樑。 |
| 2022_15 （页面存档备份，存于） | 高野山森林軌道遺構群： - 九度山貯木場 - 塵無土場 |      | 和歌山縣九度山町、高野町                                                               | 1909年 | 日本最古老的森林鐵道遺跡。 |
| 2022_16 （页面存档备份，存于） | 南海本線紀之川橋樑 |      | 和歌山縣和歌山市                                                                       | - 上行線：1903年 - 下行線：1922年 | 明治與大正時期建設的現在仍在使用的鐵路桁橋。 |
| 2022_17 （页面存档备份，存于） | 箱瀨橋 |      | 福井縣大野市                                                                           | 1967年 | 正在使用的吊橋，為下津井瀨戶大橋的建設作出貢獻。 |
| 2022_18 （页面存档备份，存于） | 不動川防沙歷史公園的防沙設施群 |      | 京都府木津川市                                                                         | 1875年—1922年 | 明治初期由德·來格修建的防沙堰。 |
| 2022_19 （页面存档备份，存于） | 摩耶大橋 |      | 兵庫縣神戶市                                                                           | 1966年 | 僅有一座主塔的斜拉橋，連接神戶港摩耶碼頭與新港。 |
| 2022_20 （页面存档备份，存于） | 神戶大橋 |      | 兵庫縣神戶市                                                                           | 1970年 | 具有雙層橋面結構的橋樑，連接神戶港新港與港島。 |
| 2022_21 （页面存档备份，存于） | 翁橋 |      | 岡山縣津山市                                                                           | 1926年 | 保留有罕見的磚鋪橋面的橋樑，建於大正至昭和初年。 |
| 2022_22 （页面存档备份，存于） | 山國橋 |      | 福岡縣吉富町、大分縣中津市                                                             | 1934年 | 昭和初期建造的鋼筋混凝土橋，有雙穴式磚堆橋墩。 |
| 2022_23 （页面存档备份，存于） | 赤尾木港的岸岐與築島 |      | 鹿兒島縣西之表市                                                                       | - 岸岐：1781年 - 築島：1862年 | 圈石結構的堤防與護岸，保存了古代離島的築港技術。 |
| 2023_01 （页面存档备份，存于） | 十勝川統內新水路 |      | 北海道池田町、豐頃町                                                                   | 1937年 | 減輕了十勝川流域的洪水災害並促進統内原野的開發，保存了泥炭溼地帶開鑿河道並興建堤防的施工技術與歷史。                                                                                           |
| 2023_02 （页面存档备份，存于） | 茂岩橋 |      | 北海道中川郡豐頃町                                                                     | 1961年 1970年增建步道 | 日本最長跨距的變斷面下路式懸臂桁架橋，橋身左右對稱，橋塔呈尖峰。 |
| 2023_03 （页面存档备份，存于） | 大倉壩 |      | 宮城縣仙台市青葉區                                                                     | 1961年 | 日本唯一的雙拱水壩，作為多功能水庫，支持著仙鹽地區的產業與當地人們的生活。 |
| 2023_04 （页面存档备份，存于） | 只見川水壩設施群 - 奥只見壩 - 大鳥壩 - 田子倉壩 - 瀧壩 - 本名壩 - 上田壩 - 宮下壩 - 柳津壩 - 片門壩 |      | 福島縣檜枝岐村、只見町、金山町、三島町、柳津町、會津坂下町                             | - 奥只見壩：1961年 - 大鳥壩：1963年 - 田子倉壩：1959年 - 瀧壩：1961年 - 本名壩、上田壩：1954年 - 宮下壩：1946年 - 柳津壩、片門壩：1953年                                  | 利用豪雪地帶的水資源與地形開發的水壩、電力設施等，保存了河川史，是重要的地域資產。 |
| 2023_05 （页面存档备份，存于） | 藏前橋 |      | 東京都台東區、墨田區                                                                   | 1927年 | 於關東大地震後重建的3連鋼拱橋。 |
| 2023_06 （页面存档备份，存于） | 城之島大橋 |      | 神奈川縣三浦市                                                                         | 1960年 | 採用鋼箱梁橋，藉由應力測定試驗等方式解決了各種結構課題，為後續橋梁技術發展的基礎。 |
| 2023_07 （页面存档备份，存于） | 阿賀野川滿願寺「基準點標石」 |      | 新潟縣新潟市秋葉區                                                                     | 1915年 | 為首個由國家主導的河川改修工程在開工時所設置的測量基準點，是阿賀野川河川形狀的原點，現已移至公園內。                                                                                           |
| 2023_08 （页面存档备份，存于） | 大井壩、大井發電所 |      | 岐阜縣中津川市、恵那市                                                                 | 1924年 | 日本首個水壩式發電站，保留了大正時期的風貌，是「電力王」福澤桃介的最大事業。 |
| 2023_09 （页面存档备份，存于） | 大井川橋梁（下行線） |      | 靜岡縣島田市                                                                           | 1915年 | 建造於大正時代，採用鉚釘剛接合的曲弦普拉特桁架橋。 |
| 2023_10 （页面存档备份，存于） | 深良用水 用水隧道 |      | 靜岡縣裾野市                                                                           | 1670年 | 江戶時代為了將農業用水從蘆之湖送往靜岡所建造的隧道，未使用橫穴，是日本純手工開鑿的山岳隧道之中最長者。                                                                                         |
| 2023_11 （页面存档备份，存于） | 鬼谷川攔砂壩 |      | 福井縣大野市                                                                           | 1897年 | 福井縣最古老的攔砂壩，由最大超過1公尺的圓石堆砌建成，至今仍在發揮作用。 |
| 2023_12 （页面存档备份，存于） | 紀州鐵道及舊御坊臨港鐵道廢線部分 |      | 和歌山縣御坊市                                                                         | 1931年 | 自開業以來歷經92年，至今仍使用當時的設備運行，廢止的路線上仍保留軌道等遺跡。 |
| 2023_13 （页面存档备份，存于） | 東高洲橋 |      | 兵庫縣尼崎市                                                                           | 1966年 | 關西地區現存為數不多仍可作動的可動公路橋之一，作為尼崎市南部工業區的交通節點，推動經濟發展。                                                                                                   |
| 2023_14 （页面存档备份，存于） | 高砂港向島突堤 |      | 兵庫縣高砂市                                                                           | 1810年 1929年改建 | 由工樂松右衛門建造的高砂港防波堤，經多次改建後仍保留至今的部分，傳承了港灣建造的技術。 |
| 2023_15 （页面存档备份，存于） | 近鐵難波線大斷面潛盾隧道 |      | 大阪府大阪市中央區                                                                     | 1970年 | 日本首個複線斷面潛盾機挖掘的隧道，位處軟弱沖積平原，運用了多種輔助工法才順利完成。 |
| 2023_16 （页面存档备份，存于） | 木津川橋梁、岩崎運河橋梁 |      | 大阪府大阪市浪速區、西區                                                               | 1928年 | 大阪環狀線上的兩座橋梁，為日本僅有的複線下路式雙華倫式桁架橋，採用陡斜角、垂直端柱、平行弦桁設計。                                                                                             |
| 2023_17 （页面存档备份，存于） | 琵琶湖大橋（下行線） |      | 滋賀縣大津市、守山市                                                                   | 1964年 | 日本的現代長跨距長桁橋先驅，為3跨連續鋼板箱梁橋，最大跨距達140公尺，建成時為日本同類型橋梁中跨距最長者。                                                                                       |
| 2023_18 （页面存档备份，存于） | 內尾大水門 |      | 岡山縣岡山市南區                                                                       | 1823年 | 開墾興除新田時建造的閘門，使用長度超過10公尺的花崗岩建成，是日本最大的巨石閘門。 |
| 2023_19 （页面存档备份，存于） | 佐川橋 |      | 高知縣四萬十町                                                                         | 1939年左右 | 大正林道的鋼筋混凝土拱橋，深受當地愛戴。 |
| 2023_20 （页面存档备份，存于） | 橫瀨二連水路橋 |      | 大分縣大分市                                                                           | - 幹線水路：1900年 - 左岸側：1904年 - 右岸側：1906年 | 明治時期在大分建造的2連石製拱橋，具階梯狀水路壁與厚重的橋墩。 |
| 2023_21 （页面存档备份，存于） | 荒崎新地石造圍墾設施群 |      | 鹿兒島縣出水市                                                                         | 1866年 | 在薩摩藩獨特的行政制度之下，透過與肥後藩的技術交流而實現的建設。 |
| 2024_01 （页面存档备份，存于） | 舊岩保木水門 |      | 北海道釧路町                                                                           | 1931年 | 北海道內最古老的鋼筋混凝土水門，後增建的木造上屋，為新釧路川開鑿工程的代表，推動了釧路的發展。                                                                                                 |
| 2024_02 （页面存档备份，存于） | 奧行臼的交通設施群 |      | 北海道白老町、苫小牧市                                                                 | 1910年—1964年 | 為根釧地區近現代的開墾、酪農振興、人口定居貢獻良多的交通設施，是日本現存唯一集結了各年代系統於一處的遺產群。                                                                                   |
| 2024_03 （页面存档备份，存于） | 黑川橋梁（上行線） |      | 栃木縣那須町、福島縣白河市                                                             | 1920年 | 鋼製華倫式桁架橋，厚重的石砌橋墩連續排列，傳承了近代鐵路技術的橋梁。 |
| 2024_04 （页面存档备份，存于） | 駒形橋 |      | 東京都台東區、墨田區                                                                   | 1927年 | 於關東大地震後復興的橋梁，橫跨隅田川，為日本首座鋼製中路式拱橋，極具歷史價值。 |
| 2024_05 （页面存档备份，存于） | 相模大橋 |      | 神奈川縣厚木市、海老名市                                                               | 1955年 | 日本首座以20噸荷重設計、主桁大部分使用高張力鋼的橋梁，成為後續橋梁技術發展的基礎。 |
| 2024_06 （页面存档备份，存于） | 覺王山隧道 |      | 愛知縣名古屋市千種區                                                                   | 1963年 | 使用開放式人工挖掘潛盾工法、圓形斷面潛盾、鋼筋混凝土製節塊的地鐵隧道，為日本都市地區的首座。                                                                                                   |
| 2024_07 （页面存档备份，存于） | 犬山橋 |      | 愛知縣犬山市、岐阜縣各務原市                                                           | 1925年 2000年改建為鐵道專用橋 | 3連鋼製華倫式桁架橋，於大正時代由樺島正義設計，最初為鐵公路共用橋，後改為鐵路橋，保留有方尖碑狀的親柱。                                                                                        |
| 2024_08 （页面存档备份，存于） | 大谷～大津間開業時的鐵道遺構 - 逢坂山隧道 - 舊上關寺町架道橋橋台 - 逢坂地下道 |      | 滋賀縣大津市                                                                           | - 逢坂山隧道：1880年 - 舊上關寺町架道橋橋台：1880年（1921年舊上關寺町架道橋橋桁撤除） - 逢坂地下道：1879年                                                                | 首個完全由日本技師與技工建造的鐵道工程遺跡，展現日本鐵道技術自主化的土木遺產。 |
| 2024_09 （页面存档备份，存于） | 林田隧道 |      | 兵庫縣猪名川町                                                                         | 1883年 1984年改修 | 解決了攝津與丹波間的交通難關。為日本現用且擁有石砌隧道口的隧道之中最古老者。 |
| 2024_10 （页面存档备份，存于） | 阪神甲子園球場、枝川橋梁 |      | 兵庫縣西宮市                                                                           | - 阪神甲子園球場：1924年 - 枝川橋梁：1925年 | 阪神甲子園球場外野的築堤式鋼筋混凝土看台於1929年完工。1936年所有看台以鋼筋混凝土改建。為日本最古老的正規棒球場及附近鐵路車站的橋梁。「甲子園開發」在廢棄河川河床上規劃發展，兩者為其中的代表。 |
| 2024_11 （页面存档备份，存于） | 港大橋 |      | 大阪府大阪市                                                                           | 1974年 | 在規模、材料、工法方面皆為日本桁架橋的集大成者，擁有日本最長主跨距，亦為世界第三的懸臂桁架橋。                                                                                                 |
| 2024_12 （页面存档备份，存于） | 目字形剛架橋－志谷川橋梁、日向川橋梁 |      | 島根縣川本町                                                                           | 1934年 | 僅在三江線使用的罕見目字形鋼筋混凝土剛架橋。 |
| 2024_13 （页面存档备份，存于） | 瀨詰橋 |      | 德島縣吉野川市                                                                         | 1925年 | 跨越吉野川支流川田川的舊道橋，大正時代的中路式鋼板桁橋案例十分稀少，左岸仍保留了建設當時的親柱。                                                                                               |
| 2024_14 （页面存档备份，存于） | 尾鈴橋 |      | 宮崎縣木城町、日向市                                                                   | 1951年 | 戰後首座跨距超過100公尺的橋梁，造型似動態的恐龍，為戰後復興重要的代表工程。 |

## 外部連結
- 土木學會選獎土木遺產 （页面存档备份，存于）